# Georg Heinrich von Görtz
Georg Heinrich von Görtz (skrev sig Goertz), född 1668 i Franken, död (avrättad) 19 februari 1719 i Stockholm, var en tysk riksfriherre (baron), statsman och diplomat. Han spelade en betydande roll i Sveriges politik under de sista åren av Karl XII:s regeringstid.
Görtz inledde sin karriär som kammarherre hos hertig Fredrik IV av Holstein-Gottorp. Efter hertigens död i slaget vid Kliszów 1702 blev Görtz geheimeråd i Holstein-Gottorps regering under hertiginnan Hedvig Sofia, syster till Karl XII, och senare under förmyndarregeringen för hennes son, hertig Karl Fredrik. Görtz strävade efter att stärka Holstein-Gottorps ställning gentemot Danmark-Norge och engagerade sig i diplomatiska förhandlingar för att isolera Danmark genom att söka allianser med Ryssland, Preussen och Sachsen.
När Karl XII återvände från Osmanska riket till Stralsund 1714 knöt denne närmare kontakt med Görtz. Han imponerade på kungen med sina ekonomiska och diplomatiska färdigheter och blev snabbt en av hans närmaste rådgivare. Görtz fick omfattande befogenheter och införde en krigshushållning genom att etablera total statlig kontroll över all handel och export i ett försök att stärka statens finanser under det pågående stora nordiska kriget. Som Karl XII:s förste minister mellan 1716 och 1718 försökte Görtz genomföra flera diplomatiska initiativ för att förbättra Sveriges situation i kriget. Han inledde fredsförhandlingar med Ryssland vid Ålandskongressen 1718, där han ledde den svenska delegationen.
Efter Karl XII:s plötsliga död den 30 november 1718 förändrades den politiska situationen i Sverige drastiskt. Den 2 december blev Görtz arresterad på order av arvprinsen Fredrik. Görtz anklagades för förräderi och förtal, och efter en summarisk rättegång utan möjlighet till försvar dömdes han till döden. Han avrättades genom halshuggning den 19 februari 1719 i Stockholm. Görtz efterlämnade ett komplext arv som en skicklig men omstridd statsman och diplomat i en turbulent tid i Sveriges historia.

## Ungdomsår (1668−1698)
Georg Heinrich von Görtz föddes 1668 i Franken som son till kaptenen Phillip Friedrich von Görtz och Elisabeth Juliana von Minnigerode. Sedan 1100-talet hade släkten ägt godset Schlitz vid floden Fulda i Oberhessen. Någon gång i slutet av 1300-talet tog sig familjen namnet von Görtz. Georgs släkt hade upphöjts till riksfriherrligt (baron) stånd 1677, och han kallas ibland friherre von Schlitz. Hans barndom är relativt okänd, men han fick en gedigen utbildning vid universiteten i Helmstedt, Halle och Jena, där han studerade filosofi och språk. Han behärskade franska, latin och tyska samt blev en skicklig diplomat. Under en fäktduell i Jena förlorade han ett öga och tvingades använda sig av ett emaljöga, vilket dock inte påverkade hans karriär.
Under Görtz livstid vid andra halvan av 1600-talet genomgick Europa stora förändringar. Det Osmanska rikets expansion hejdades med freden i Karlowitz 1699, och Polen och det tysk-romerska riket försvagades. Brandenburg-Preussen växte fram som en dominerande tysk makt, medan Ryssland stärkte sin position vid Östersjön, vilket drabbade Sverige. Frankrike expanderade i väst och England stärkte sin makt på haven. Sverige var en stormakt efter westfaliska freden 1648 men stod inför nya utmaningar. Danmark-Norge hade förlorat Skåne och Sveriges kung Karl XI genomförde reformer efter skånska kriget. Görtz påverkades av filosofiska idéer om förnuftsreligion och pragmatisk maktutövning. Han ansåg att en suveräns makt inte skulle mätas i landytor, utan i faktisk kontroll.

## I Holstein-Gottorps tjänst (1698−1713)

### Tjänst hos hertig Fredrik IV

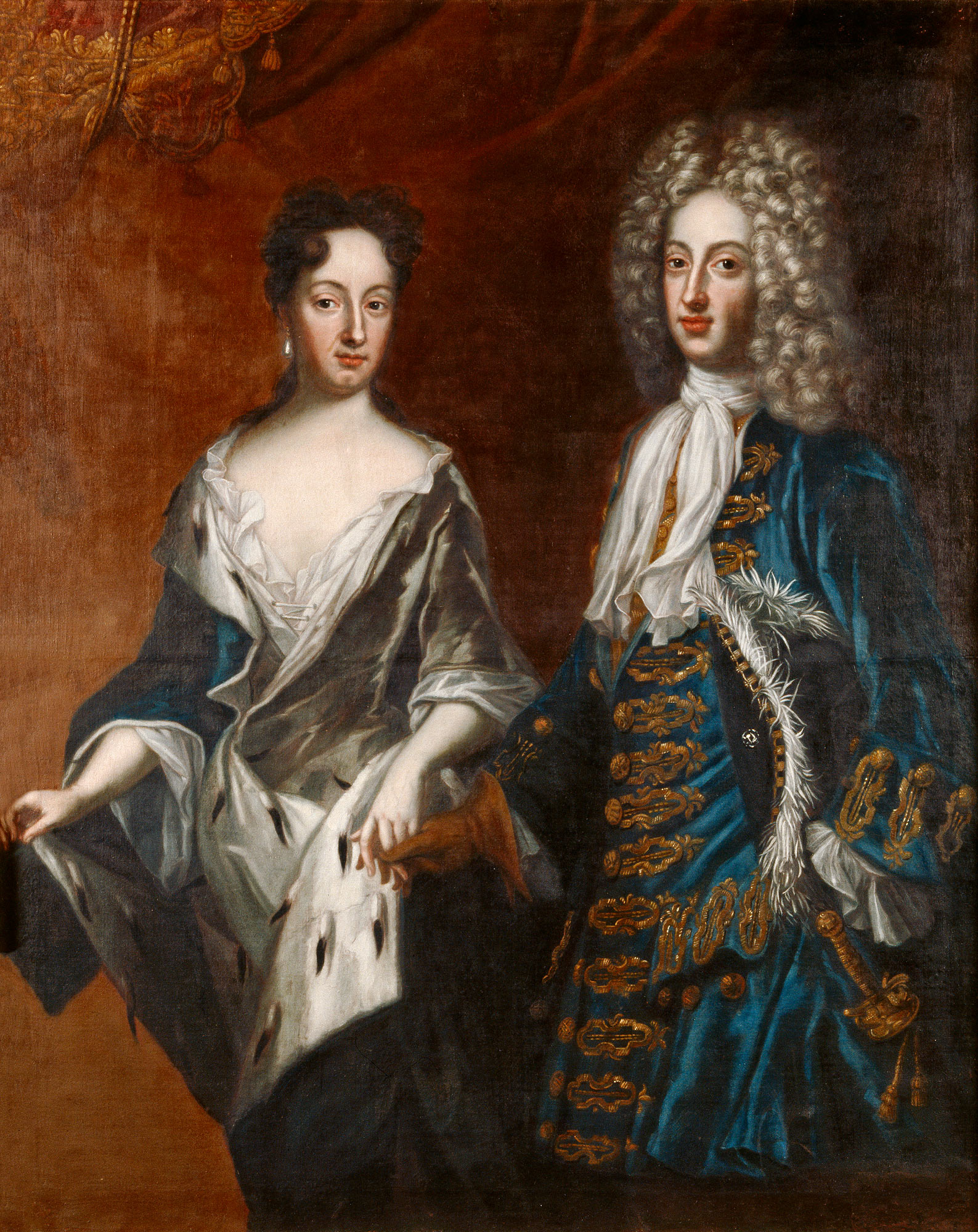
Prinsessan Hedvig Sofia med sin make, hertig Fredrik IV av Holstein-Gottorp. Olja på duk av David von Krafft.

I slutet av 1690-talet avslutade Görtz sin utbildning och 1698 började han sin karriär som kammarherre hos Fredrik IV, den regerande hertigen av Holstein-Gottorp. Han fick posten med stöd av sin farbror Friedrich Wilhelm von Görtz, tidigare hovmästare hos hertigen. Holstein-Gottorp var strategiskt viktigt och allierat med Sverige i dess inringning av Danmark. Förbindelserna med Sverige stärktes genom äktenskap: Karl X Gustav gifte sig med den holsteinska prinsessan Hedvig Eleonora 1654, och den 2 juni 1698 gifte sig Karl XII:s syster, prinsessan Hedvig Sofia, med Fredrik IV. Således följde han med hertigen när denne reste till Stockholm för att gifta sig med Hedvig Sofia. Genom detta fick Görtz tidigt kontakt med det svenska hovet. Hertigdömet var en del av det svenska försvarssystemet i norr och blev måltavla för Danmark i början av det stora nordiska kriget. Vid krigsutbrottet under våren 1700 invaderade danskarna hertigdömet, men Karl XII tvingade dem snabbt till fred genom sitt blixtanfall på Själland den 25 juli 1700.
Under krigets gång växte Görtz roll. Sommaren 1701, strax efter slaget vid Düna, anlände hertig Fredrik IV tillsammans med sin hovstat, där Görtz tjänstgjorde som hovmarskalk, till det svenska högkvarteret. Under ett års tid befann sig Görtz i Karl XII:s fältläger i Polen under fälttåget 1702 och sammanträffade med flera svenska officerare och politiker, inklusive Arvid Horn. Under slaget vid Kliszów den 9 juli 1702 stupade Fredrik IV, och Görtz åtog sig uppdraget att föra den avlidne hertigens stoft till slottet Gottorp. Fredriks änka Hedvig Sofia blev förmyndare för sonen Karl Fredrik och stannade i Stockholm. Görtz reste dit, vann hennes förtroende och blev hennes närmaste rådgivare. Han utnämndes till geheimeråd och fick stort inflytande över hertigdömets politik, trots att administratorn Kristian August formellt styrde. Görtz blev den verkliga makthavaren och kunde styra hertigdömets politik efter sina egna intressen.
Görtz arbetade för Holstein-Gottorps självständighet från Danmark och stärkte banden till Sverige. Han förhandlade med tyska furstar och västeuropeiska makter för att säkra stöd. Samtidigt växte hans egen makt. Den främsta rivalen var det svenskvänlige statsrådet Magnus von Wedderkop, som också stödde alliansen med Sverige men konkurrerade om inflytandet i hertigdömet.
Görtz gifte sig 1705 med grevinnan Christine Magdalene Reventlow (1676–1713), änka till det holsteinska geheimerådet Cai von Rantzau-Neuhaus och dotter till geheimerådet Detlev von Reventlow och Dorothea von Ahlefeldt. Paret fick två döttrar, Georgine Henriette Dorothea (1708-1787) och Juliane Philippine Eustachine  (1713–1750).

### Kamp om makten i hertigdömet

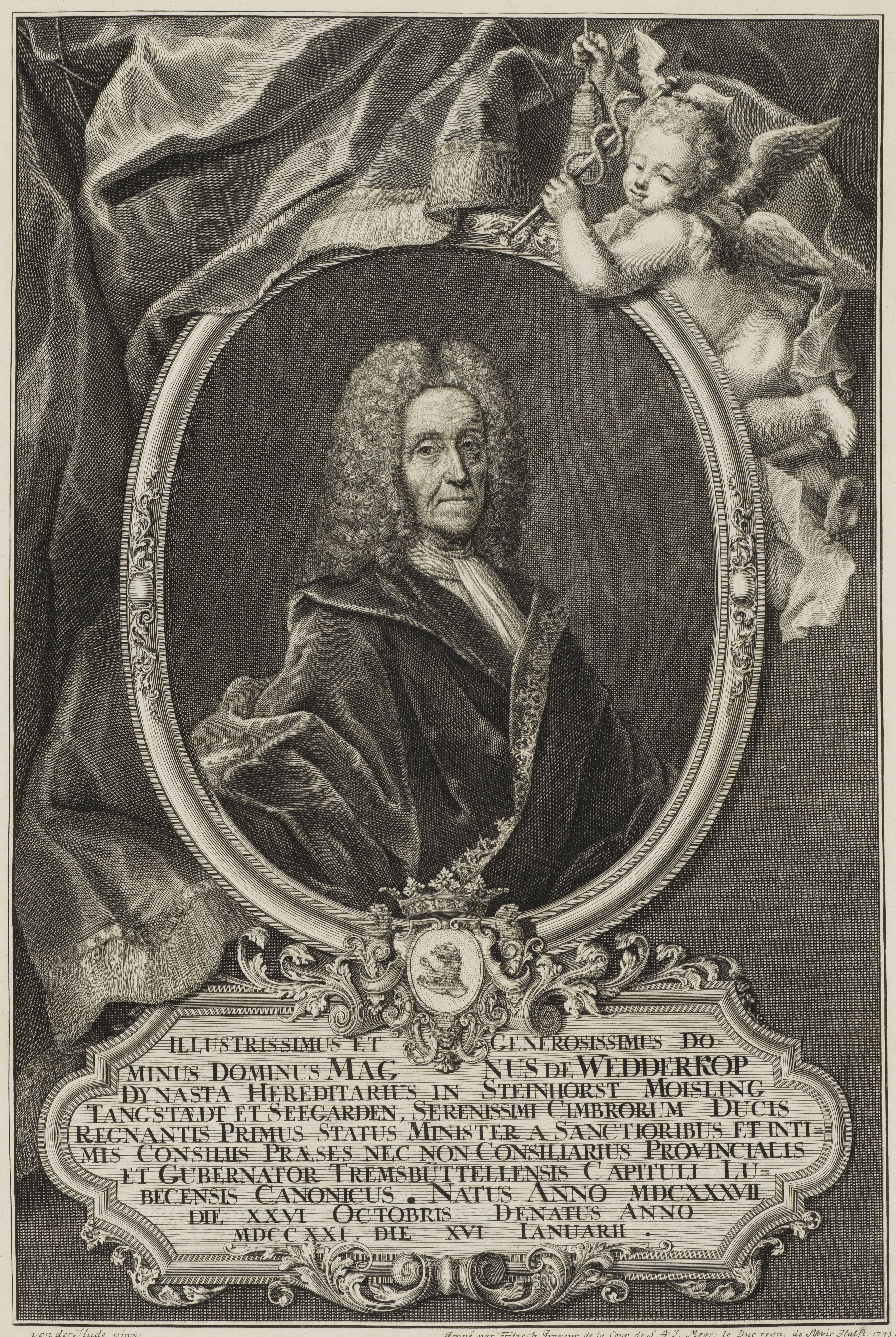
Magnus von Wedderkop, som var Görtz främste rival för makten över Holstein-Gottorp. Kopparstick av Christian Fritzsch.

Görtz spelade en nyckelroll i Holstein-Gottorps politik under tidigt 1700-tal. Efter hertig Fredrik IV:s död styrdes hertigdömet av änkan Hedvig Sofia och administratorn Kristian August. Görtz stödde administratorn men undvek att öppet motsätta sig Hedvig Sofia. Han tog ansvar för ekonomin, införde nya skatter och ökade intäkterna, vilket gjorde honom både effektiv och impopulär. Regeringen i Holstein-Gottorp inkluderade även Magnus von Wedderkop. Görtz och Wedderkop samarbetade inledningsvis, men konflikten om grevskapet Rantzau splittrade dem. Under 1706–1707 förespråkade Görtz en aggressiv linje mot Danmark med svenskt stöd. Karl XII var öppen för att stationera trupper i Holstein-Gottorp, men hans rådgivare Carl Piper stoppade initiativet.
När Sverige riktade krigsansträngningarna mot Ryssland försvagades Holstein-Gottorps position gentemot Danmark. Wedderkop ville försona sig med danskarna, vilket Görtz utnyttjade för att marginalisera honom. Med administratorns stöd stärkte Görtz sin ställning. När Hedvig Sofia dog 1708 förlorade Görtz visst inflytande i Stockholm. Hans rival Johann Christian Fritz försökte lyfta änkedrottningen Hedvig Eleonora, medan Görtz ville koncentrera makten hos administratorn. Han övertalade denne att utropa sig till ensam förmyndare för Karl Fredrik, vilket även Danmark stödde. Görtz använde situationen för att befästa sin makt. Efter nederlaget i slaget vid Poltava i juni 1709 avbröt Danmark förhandlingarna, vilket försatte Holstein-Gottorp i ett svagt läge. Görtz föreslog neutralitet men fick inget gehör.
För att göra sig av med Wedderkop hotade han först att avgå, vilket satte press på administratorn. Sedan knöt han band till inflytelserika personer som Gerhard von Dernath. I december 1709 genomförde Görtz ett maktövertagande: Wedderkop lurades till slottet Gottorp och fängslades, därefter hölls han i arrest i fästningen Tönningen i över fyra år. Görtz konfiskerade Wedderkops förmögenhet och arkiv och förberedde åtal. Samtidigt undanröjde han andra rivaler, som Johan Ludvig von Pricier, som flydde till Danmark och sökte skydd hos Danmarks kung Fredrik IV. Görtz fyllde maktvakuumet med lojala anhängare och fick Dernath invald i regeringen. Med Wedderkops förmögenhet lät Görtz uppföra ett eget residens i Hamburg 1710 efter ritningar av arkitekten Johann Nikolaus Kuhn.
Arresteringen väckte uppmärksamhet i Sverige och utomlands. Wedderkops hustru försökte förhandla fram hans frigivning och erbjöd lån till svenska staten. Kungliga rådet Mauritz Vellingk kontaktade administratorn, men Görtz låg bakom ett avvisande svar. Wedderkop hade kontakter i Danmark och England, men genom devisen söndra och härska lyckades Görtz splittra oppositionen genom skicklig diplomati. Han förbättrade relationerna med Vellingk och skickade Friedrich Ernst von Fabrice till Karl XII i Bender för att säkra kungligt stöd. Samtidigt erbjöd han Danmark ett lån och nya skatteförslag som del av en lösning. Ett avtal slöts i Hamburg 1711, men efter Poltava drog sig Danmark ur och inga pengar betalades ut. Wedderkop förblev fängslad, och Görtz hade därmed lyckats undanröja sin främsta rival och stärka sin maktställning i Holstein-Gottorp.

### Balansen mellan Sverige och Danmark

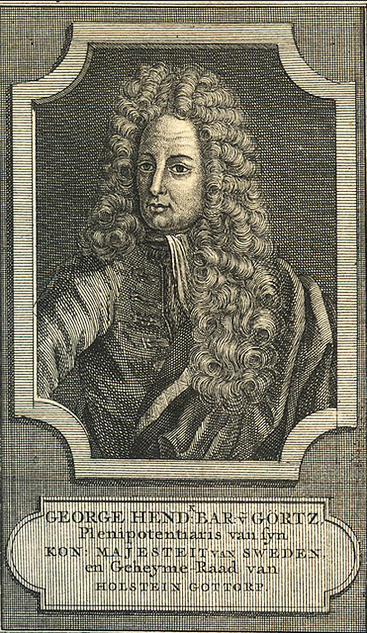
Georg Heinrich von Görtz. Kopparstick från 1700 av okänd konstnär.

Görtz navigerade skickligt mellan Sverige och Danmark under det stora nordiska kriget. Efter nederlaget vid Poltava 1709 stod Holstein-Gottorp i en utsatt position. Sverige var försvagat, medan Danmark ville återta kontrollen över hertigdömet. Görtz försökte bevara dess självständighet genom en pragmatisk diplomati, där han balanserade relationerna med båda sidor utan att bryta med någon. Trots sin försiktighet fick han fiender i Sverige. Den svenske ministern i Niedersachsen, Johan Paulinus Lillienstedt, motarbetade honom och varnade Stockholm. Karl XII avvaktade dock och ville ha en fullständig rapport innan han agerade. För att blidka Sverige erbjöd Görtz ett lån på 100 000 riksdaler, mot säkerhet i Elbetullen i Stade. Karl XII avböjde och föreslog istället mark i Svenska Pommern, men förhandlingarna strandade.
Görtz föreslog också att agera medlare i framtida fredsförhandlingar mellan Sverige och Danmark, då Holstein hade goda relationer med båda parter. Men stämningen i Sverige hårdnade, särskilt eftersom Holstein uppfattades som alltför nära Danmark. Tronföljdsfrågan i Sverige ökade spänningarna. Karl XII var barnlös och två kandidater stod i fokus: hans syster Ulrika Eleonora och hertig Karl Fredrik av Holstein-Gottorp. Görtz försökte säkra den senares kandidatur genom samtal med kungens rådgivare. Karl XII vägrade dock diskutera tronföljden. Arvid Horn, den nye kanslipresidenten i Sverige, började distansera sig från Görtz och betraktade honom som opålitlig. Görtz insåg faran och ville få Karl Fredrik att lämna Sverige, men kungen tillät det endast efter fred med Danmark. Samtidigt påverkades Holstein av det spanska tronföljdskriget, vilket pågick parallellt med det stora nordiska kriget och avslutades inte förrän underskriften av fredsfördragen i Utrecht och Rastatt (1713 respektive 1714).
Efter segern vid Gadebusch i december 1712 blev den svenske fältmarskalken Magnus Stenbock isolerad i norra Tyskland. Han marscherade till Holstein och sökte skydd i fästningen Tönningen med Görtz tillstånd. Detta ledde till att Danmark, tillsammans med sachsiska och ryska trupper, belägrade fästningen. Holstein-Gottorp ockuperades och sattes under dansk förvaltning. Görtz försökte vända läget genom att erbjuda sina tjänster till den nordiska ligan (bestående av Danmark, Sachsen och Ryssland) i utbyte mot Holsteins återställande. Han ville bryta Danmarks allians med Ryssland och Sachsen och inledde hemliga förhandlingar med den habsburgske kejsaren Karl VI i Wien och England. När detta misslyckades agerade han istället som mellanhand vid Stenbocks kapitulation i maj 1713. Stenbocks armé led av svält och fältsjukdomar, och kapitulationen väckte misstankar om att Görtz mutat den ryske befälhavaren Aleksandr Mensjikov för sina egna ändamål. Stenbocks soldater blev krigsfångar och många dog eller deserterade. Stenbock själv dog i dansk fångenskap i februari 1717. Görtz fick Danmark att erkänna Holstein-Gottorps suveränitet, men hans agerande väckte nya fiender.
Den danske kungen Fredrik IV använde situationen för att stärka sitt grepp om hertigdömet. Görtz anklagade Danmark för övergrepp och sökte stöd från Europas stormakter för att göra den så kallade "Gottorpska frågan" till en europeisk angelägenhet. Eftersom han saknade militära resurser satsade han allt på diplomati. Hans mål var att få Danmark att lämna Holstein och betala skadestånd. Trots sin skicklighet skapade han motstånd. När Karl XII återvände till Sverige 1715 började Görtz ställning försvagas, samtidigt som hans fiender i Stockholm blev allt mer högljudda.

## Görtz engagemang i Sveriges utrikespolitik (1713−1714)

### Sverige och Nordeuropa
Mellan 1713 och 1714 engagerade sig Görtz i svensk utrikespolitik, trots att han saknade formellt mandat från rådsregeringen i Stockholm. Hans mål var att få Danmark att lämna Holstein-Gottorp och återinsätta hertig Karl Fredrik. För att nå detta försökte han påverka Sveriges relationer med andra makter och erbjöd till och med svenska besittningar på kontinenten som bytesvara. Han lade sig också i tronföljdsfrågan genom att föreslå Karl Fredrik som efterträdare till Karl XII. Görtz samarbetade med svenska tjänstemän som Mauritz Vellingk, Carl Gustaf Friesendorff och Johan August Meijerfeldt i Nordtyskland. Vid denna tid var Preussen och Hannover ledande makter i norra Tyskland. Efter den svenska arméns nederlag i Tönningen och kalabaliken i Bender 1713 blev det uppenbart att Sveriges stormaktsställning var på väg att kollapsa. Hannover besatte Bremen-Verden, medan Preussen tog kontroll över Stettin och delar av Svenska Pommern.
Sverige var splittrat i sin utrikespolitik. Rådsregeringen i Stockholm var beredd att acceptera att Hannover och Preussen tog svenska territorier, medan Karl XII motsatte sig detta. När kungen återvände till det svenska riket i Stralsund i november 1714 förändrades allt. Han övergav planerna på turkiskt stöd och motsatte sig riksrådets idé om fred förmedlad av Storbritannien. I februari 1715 införde han ett kaparreglemente som skadade brittisk handel, vilket försämrade relationerna ytterligare. Han drev en aggressiv linje och tvingade Preussen att lämna Usedom. Samtidigt hade Preussen och Ryssland redan ingått ett avtal där de garanterade varandras besittningar. Senare slöt Preussen även en pakt med Hannover, där de erkände varandras rätt till svenska områden. När Karl XII vägrade acceptera detta, bildade Preussen och Hannover ett förbund med Danmark. Kungen svarade med ett försvarsförbund med Frankrike, vilket gav Sverige finansiellt stöd men inga trupper. Frankrike motsatte sig dock att Preussen och Hannover expanderade på Sveriges bekostnad. Danmark avstod Bremen-Verden men fick rätt att dela Pommern med Preussen.
Den nordiska ligan utvidgades 1715 då Preussen och Hannover förklarade Sverige krig. Storbritannien, i personalunion med Hannover, stödde detta. Stralsund föll i december 1715 efter Karl XII:s flykt till Sverige. I april 1716 kapitulerade även Wismar, vilket innebar slutet för Sveriges besittningar i Tyskland. Maktskiftet i Östersjöområdet skapade ett vakuum. Ryssland blev dominerande, men dess expansion oroade Storbritannien och Hannover. Preussen närmade sig Ryssland, medan Sachsen-Polen sökte stöd i väst. Europas stormakter försökte begränsa Rysslands och Spaniens inflytande genom en "kvadrupelallians" bestående av Storbritannien, Frankrike, Holland och senare Österrike. Karl XII insåg att Sverige måste spela ut stormakterna mot varandra för att rädda sina återstående provinser. Han tog kontroll över utrikespolitiken och förkastade riksrådets linje. För detta behövde han en skicklig diplomat – och han valde Görtz, som efter Holstein-Gottorps ockupation 1713 varit redo att spela en central roll i Sveriges diplomatiska strategi.

### Görtz i den europeiska storpolitiken

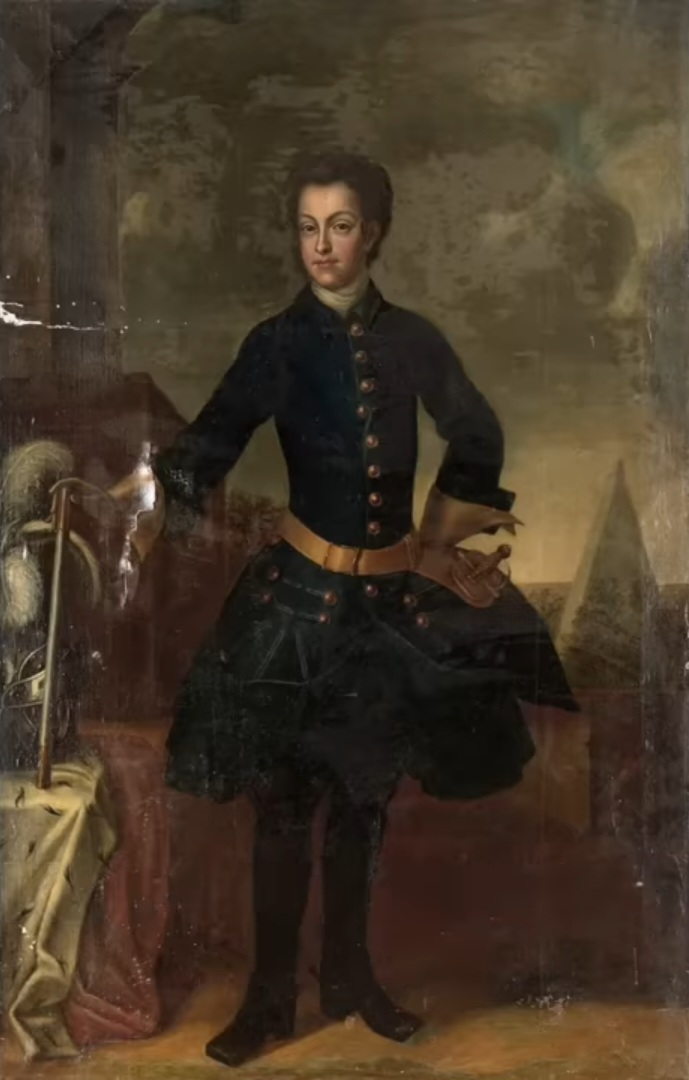
Karl Fredrik av Holstein-Gottorp. Olja på duk (1720) av David von Krafft.

Görtz spelade en nyckelroll i Sveriges diplomati under Karl XII:s frånvaro. Utan militär makt använde han sina kontakter vid Europas hov, bland annat i Turkiet genom sin representant Fabrice. Hans mål var att stärka Holstein-Gottorp och främja Karl Fredrik som svensk tronföljare för att pressa Danmark. Samtidigt stödde en rivaliserande grupp i Sverige Ulrika Eleonora och hennes planerade giftermål med Fredrik av Hessen, vilket ökade den politiska splittringen. År 1713 vände sig Görtz till Preussens kung Fredrik Vilhelm I för att få stöd mot Danmark. En plan upprättades där Karl Fredrik skulle avstå Stettin och Pommern söder om Peene till Preussen i utbyte mot hjälp och löfte om Bremen-Verden. Avtalet slöts i juni 1713, och Preussen tog Stettin och Wismar i sekvester. Görtz belönades samma år med Svarta Örnsorden, men avtalet saknade godkännande från Karl XII och riksrådet. Generalguvernören Meijerfeldt vägrade lämna ifrån sig territorierna och fick kungens stöd. Planen föll, men efter ryska hot kapitulerade Meijerfeldt i Stettin, och Ryssland överlät administrationen till Preussen och Holstein-Gottorp. Detta öppnade nya möjligheter för Görtz, denna gång med Ryssland och tsar Peter I.
Görtz föreslog att Karl Fredrik skulle bli svensk tronföljare och gifta sig med en rysk prinsessa. Den holsteinske diplomaten Henning Friedrich von Bassewitz skickades till Ryssland för att förhandla med tsaren. Görtz var medveten om riskerna och instruerade Bassewitz att undvika äktenskapsfrågan. Bassewitz ignorerade detta och presenterade hela planen, inklusive alternativet att Karl Fredrik skulle få Baltikum om han inte blev kung. I mars 1714 skrev Bassewitz under ett dokument med dessa förslag i Moskva. Ryssland använde det i sina diplomatiska syften, och innehållet spreds i Europa. I Stockholm väckte detta stor ilska, och Bassewitz blev syndabock. Han flydde först till Preussen men återvände till Stockholm, där han avslöjade allt för riksrådet i augusti 1714.
Samtidigt skickade Görtz diplomaten Samuel Friedrich von Hagen till Stockholm med ett nytt förslag: Sverige skulle sluta fred med Danmark, Karl Fredrik skulle avstå Holstein-Gottorp men få Bremen-Verden, och Danmark skulle erkänna hans rätt till tronen. Preussen skulle stödja detta i utbyte mot Stettin och delar av Pommern. Problemet var att Holstein-Gottorp samtidigt förhandlade med både Ryssland och Sverige. Detta dubbelspel blev uppenbart, och Görtz rykte tog stor skada. Allt fler i Stockholm började betrakta honom som en farlig intrigmakare, och hans inflytande hotades. Hans planer, även om de ibland var strategiskt klarsynta, uppfattades nu som destabiliserande och illojala mot Sveriges intressen.

### Arvid Horn och rådsregeringen i Stockholm

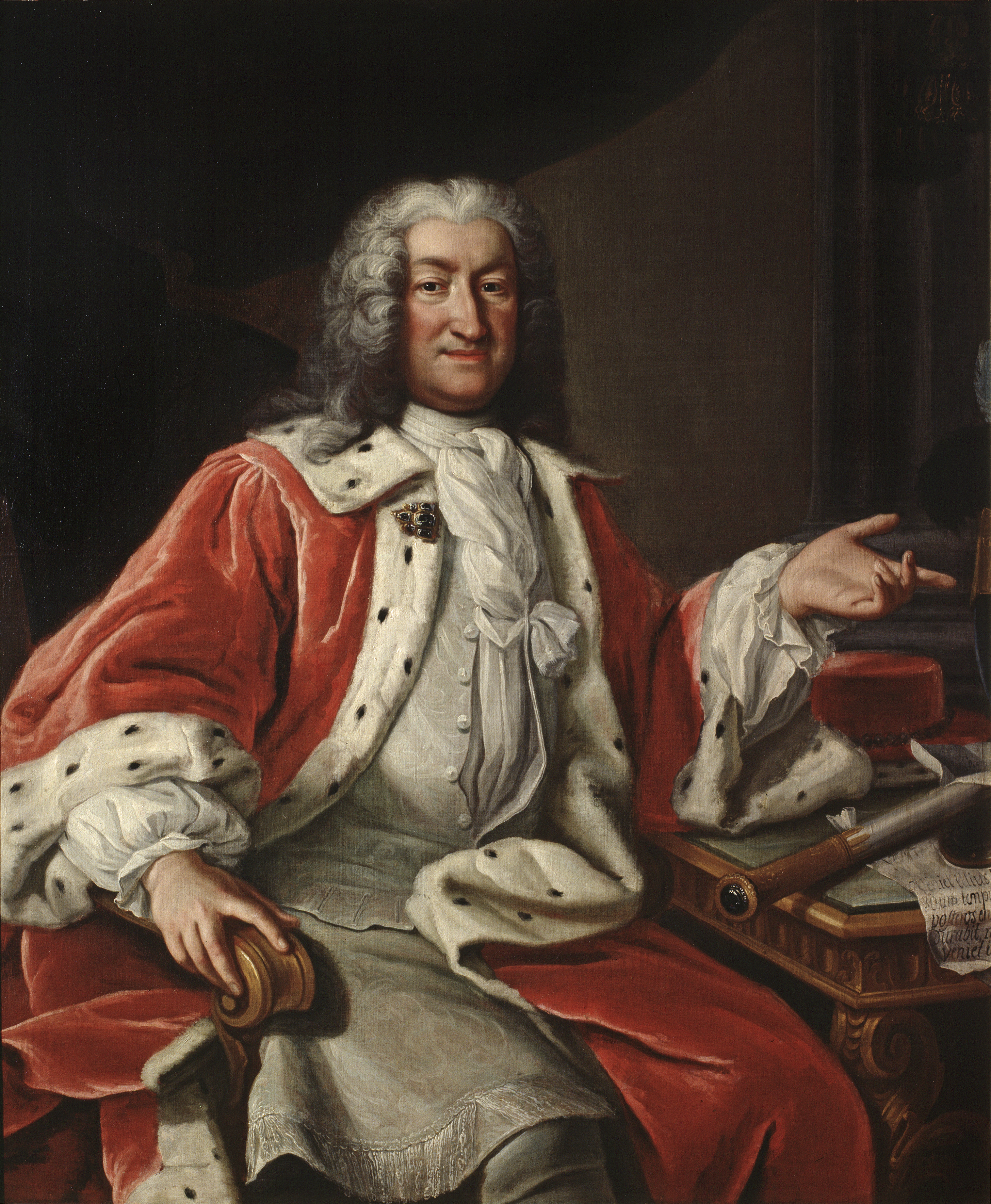
Arvid Horn, kanslipresident 1710–1719 och 1720–1738. Målning av Lorens Pasch den äldre.

Efter nederlaget vid Poltava 1709 försvagades Arvid Horns ställning som kanslipresident. Han ville ha stöd från Storbritannien mot Rysslands expansion, men Karl XII vägrade allianser och avskärmade riksrådet från utrikespolitiken 1713. Horn funderade på att avgå men stannade till 1719. Riksrådet hade svårt att agera utan kungens instruktioner från Turkiet, samtidigt som misstron mot Görtz ökade.
För att lugna riksrådet skickade Görtz tre diplomater till Stockholm 1713. Den förste var svågern Heinrich von Reventlow. Han krävde att Hedvig Sofias kvarlåtenskap skulle ges till Holstein-Gottorp, men Horn motsatte sig detta. Reventlow föreslog även att Preussen skulle få Stettin i sekvester, vilket också avvisades. Rykten spreds om att Görtz ville avrätta Wedderkop om Tönningen föll. Samtidigt stals arkivhandlingar från Holstein och lämnades till riksrådet, vilket väckte oro över Görtz hantering av finanserna.
Magnus Stenbock föreslog att Karl Fredrik av Holstein-Gottorp skulle myndigförklaras. Horn och Nicodemus Tessin stödde idén men överlät beslutet till Karl XII. Görtz agerade snabbt och skickade Holsteins administrator för att påverka Horn. I januari 1714 anlände en ny diplomat, Samuel Friedrich von Hagen, som försvarade Görtz och föreslog två alternativa strategier:
- En fredsplan där Sverige, med stöd av Preussen, Storbritannien och Frankrike, skulle sluta fred med sina fiender. Preussen skulle få Stettin som kompensation.
- En fortsatt krigspolitik där Sverige först skulle sluta separatfred med Danmark, ge Holstein-Gottorp till Danmark och Bremen-Verden till Karl Fredrik, samt få Danmark att hjälpa Sverige mot Ryssland.

Förslagen uppfattades som orealistiska och skrupellösa. Horn varnade Europas diplomater för Holstein-Gottorps försök att påverka den svenska tronföljden. Görtz svarade genom att skicka Gerhard von Dernath, som krävde en ursäkt för rådets varningar, men Horn vägrade. Dernath försäkrade att Holstein-Gottorp inte hade lagt sig i Sveriges inrikespolitik, men han anklagade riksrådet för att ha blandat sig i hertigdömets affärer. Riksrådet fick samtidigt veta att Görtz närstående, Bassewitz, förhandlat med Ryssland om att Karl Fredrik skulle bli svensk tronföljare i utbyte mot territorier. När detta avslöjades flydde Bassewitz till Stockholm och vittnade inför riksrådet.
Görtz försökte rädda sitt rykte genom att skriva direkt till Horn och förneka anklagelserna. Samtidigt överlämnade Dernath dokument från förhandlingarna med Ryssland – vilket bara ökade misstänksamheten. När Bassewitz lämnade in en formell anklagelse mot Görtz blev misstron total. Horn ville arrestera Dernath, men denne förklarades istället persona non grata och tvingades lämna Sverige. Riksrådet skickade ett nytt varningsbrev till Europas diplomater och lämnade ärendet till Karl XII.

### Audiens hos Karl XII
Hösten 1714 försämrades relationen mellan riksrådet och Görtz holsteinska administration. Karl XII, kvar i Turkiet, hölls informerad via brev om tvister rörande tronföljden, Dernaths agerande i Stockholm och Bassewitz förhandlingar i Ryssland. Den 9 oktober nådde två brev från kungen Stockholm. I det första uttryckte han tveksamhet att döma Görtz utan tillräckligt underlag. I det andra tillrättavisade han riksrådet för att ha skickat cirkulärbrev till Europas hov utan att först konsultera Holstein-Gottorp. Han försvarade att kvarlåtenskapen efter Hedvig Sofia inte överlämnats och betonade vikten av fortsatt samarbete med hertigdömet.
Till Ulrika Eleonora skrev kungen att Görtz kunde misstro, men samarbetet med Holstein var viktigare. Arvid Horn, som fråntagits utrikespolitiken, nekades av kungen från att få presidenttjänsten i Svea hovrätt. Görtz agerade offensivt, lät diplomaten Fabrice påverka kungen och reste själv mot kungens turkiska förläggning i Demotika. Då kungen redan lämnat platsen försökte Görtz nå honom i Hermannstadt i Siebenbürgen, men på vägen mötte han istället Fabrice, som meddelade att kungen endast ville ta emot uppvaktningar i Stralsund.
I oktober 1714 reste Görtz till Wien och författade en promemoria som försvarade hans agerande och kritiserade riksrådet, särskilt Horn. Administratorn fick i uppdrag att framföra detta till Karl XII i Stralsund, dit kungen anlände den 11/22 november. Kungen var positiv till Holstein-Gottorp och kritisk mot riksrådet, och kallade Bassewitz en "stor narr". Görtz, som stannat kvar i Wien för att återhämta sig, anlände till Stralsund i december och mottogs varmt trots tidigare rykten. Han fick audiens hos kungen, deltog i måltider och vann dennes förtroende. I Stralsund samlades även andra holsteinska aktörer som Fabrice, Dernath och Vellingk, som rådde kungen att avvisa sändebud från Stockholm. Ulrika Eleonora försökte varna kungen för holsteinarna, men förgäves. Bassewitz fick inte företräde hos kungen, och Görtz återetablerade sig snabbt. Under Karl XII:s överseende blev han snart ansvarig för både Sveriges utrikes- och inrikespolitik.

## I Karl XII:s tjänst (1714−1716)

### Sveriges utrikespolitik och finanser före Görtz

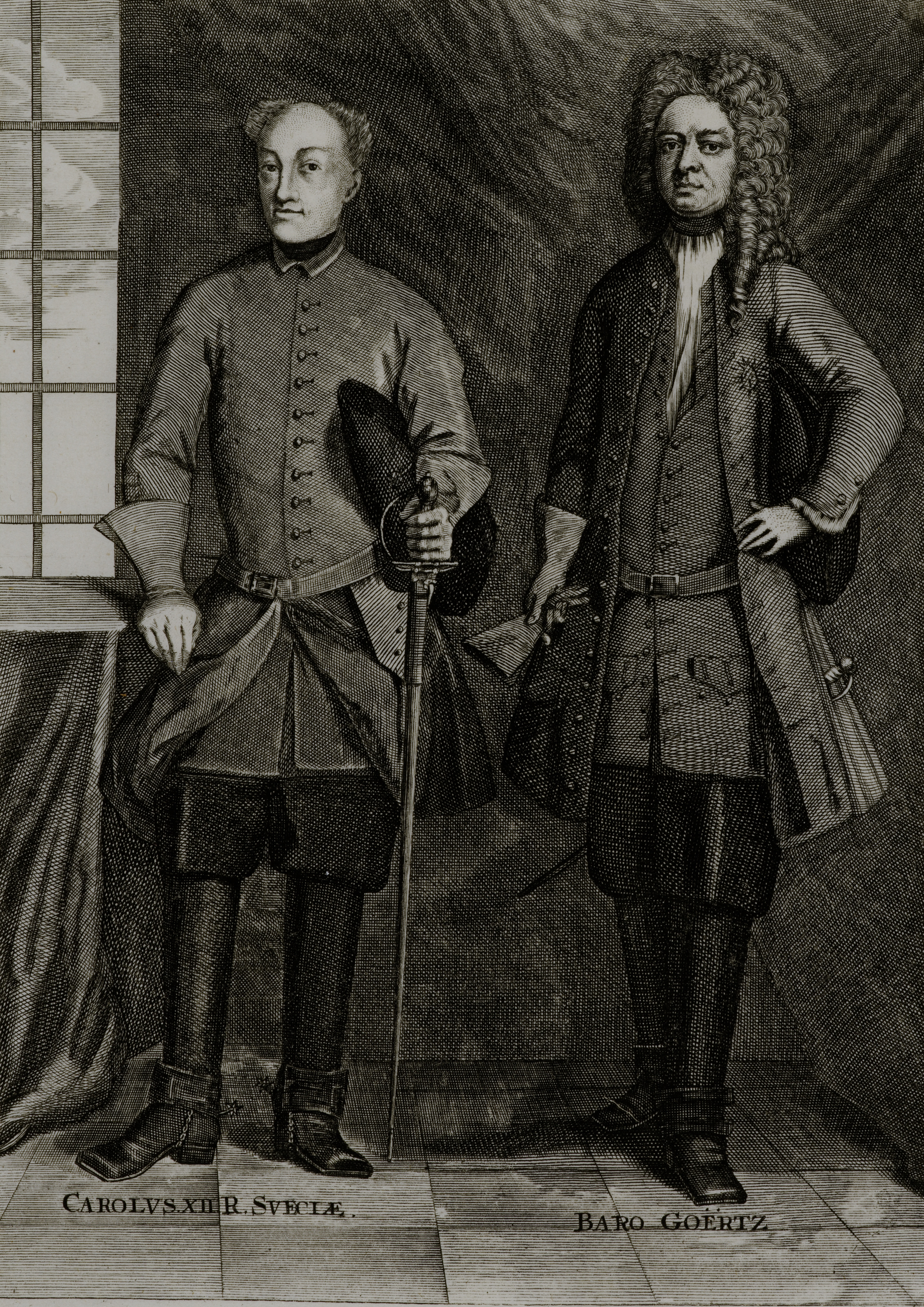
Karl XII bredvid Georg Heinrich von Görtz, som från och med 1716 blev ledare för den svenska statshushållningen och diplomatin. Kopparstick (1727) av William Hogarth.

Efter nederlaget vid Poltava 1709 och kapitulationen vid Perevolotjna försämrades Sveriges utrikespolitiska ställning drastiskt. Tidigare hade Sveriges makt vilat på militär överlägsenhet, men nu förlorade man detta övertag. Diplomatins effektivitet minskade samtidigt som den splittrades mellan Karl XII i Turkiet och rådsregeringen i Stockholm. Carl Piper, som lett fältkansliet, tillfångatogs av ryssarna och ersattes av Gustaf Henrik von Müllern som hovkansler 1710. För att effektivisera utrikespolitiken delades Kanslikollegiet 1713 upp i två utrikesexpeditioner. Müllern ledde den första, medan Casten Feif ansvarade för inrikesfrågor och finanspolitik. Riksrådet i Stockholm fick ökat inflytande eftersom kungen befann sig långt bort och kommunikationen var långsam.
Karl XII visade litet intresse för riksrådets synpunkter och irriterades över deras klagomål på krigets påfrestningar, ekonomin, handelsblockader och ryska härjningar. Riksrådet, särskilt Arvid Horn, oroade sig för förlusten av Baltikum och Rysslands framryckningar i Finland. Man ville söka fred med stöd av västeuropeiska makter. För att stärka sin ställning sammankallade riksrådet en riksdag i november 1713, utan kungens samtycke. Men ständernas krav hotade riksrådets position, så man använde ett brev från Karl XII där han förbjöd riksdagen för att stoppa oppositionen. Fredsinitiativet misslyckades. Under tiden försökte kungen övertala Turkiet att anfalla Ryssland. Även om Turkiet förklarade krig 1710 och 1712, slöts fred efter att tsaren gjort vissa eftergifter. Karl XII insåg att Turkiet inte längre tänkte stödja honom.
Kungen planerade ett dubbelanfall mot Polen från Turkiet och Pommern, men detta hindrades av neutralitetsakten i Haag 1710. På Preussens initiativ garanterades Sveriges tyska provinser neutralitet, förutsatt att de inte användes militärt. Karl XII motsatte sig detta eftersom det hindrade hans strategi, men riksrådet såg akten som en väg till fred. Konflikten mellan kung och råd förvärrade Sveriges utrikespolitik. Karl XII beordrade att diplomater endast skulle lyda honom, vilket skapade oreda och lämnade provinserna sårbara. När kungen återvände till Stralsund 1714 minskade riksrådets inflytande ytterligare, och Görtz blev kungens främste rådgivare. Sveriges ekonomi var i kris redan vid krigsutbrottet 1700 och försämrades ytterligare efter Poltava. Skatteintäkterna räckte inte till, och landet tömdes på resurser. Riksrådet tvekade att genomföra hårda ekonomiska åtgärder, vilket frustrerade kungen. Med Feif som rådgivare drev Karl XII därför igenom ekonomiska reformer.
År 1713 organiserades kansliet om i sex expeditioner, liknande moderna departement: två för utrikesfrågor, en för militären, en för finanser, en för handel och industri, och en för juridik. Skattesystemet gjordes mer rättvist genom självdeklarationer där cirka två procent av individers förmögenhet beskattades. Skatterna gick inte längre till Statskontoret, utan till Kontributionsränteriet, en institution knuten till Riksbanken. Samtidigt växte en ekonomisk debatt. Många idéer som senare kopplades till Görtz, som sedelutgivning och myntmanipulation, diskuterades redan innan han fick ansvar för ekonomin. Christopher Polhem, känd som den svenska mekanikens fader, förespråkade industriell utveckling med järn och koppar som bas. Han ville bryta producenters beroende av handelsmän och skapa ett handelskompani. Karl XII stödde dessa idéer och gav Görtz i uppdrag att rekrytera utländska arbetare – men efter kungens död skickades dessa tillbaka.

### Diplomati, intriger och krigets pris
Den 7 december 1714 lämnade Görtz en inlaga till Karl XII där han försvarade sin diplomatiska verksamhet och riktade skarp kritik mot riksrådet, särskilt Arvid Horn. Han anklagade riksrådet för att ha lyssnat på rykten och för att ha stött Bassewitz i hans försök att få Karl Fredrik myndigförklarad utan kungens godkännande. Görtz menade också att sändebud från administratorn, särskilt Dernath, hade behandlats illa i Stockholm. Han krävde att Horn skulle avsättas som guvernör för hertigen, men kungen genomförde inga förändringar. Trots detta stärkte Görtz sin ställning genom att anpassa sig till kungens tänkesätt och bekräfta hans idéer snarare än att motsäga dem. Detta ökade hans inflytande, samtidigt som Horns makt försvagades. Karl XII vägrade låta Horn återvända till Stockholm och stannade i Stralsund, vilket ytterligare stärkte Görtz position.
Arvprins Fredrik av Hessen anlände till Stralsund 1714 för att gifta sig med Karl XII:s syster, Ulrika Eleonora. Äktenskapet förbättrade hans ställning i Sverige, och 1715 utsågs han till överbefälhavare för Östersjöförsvaret. Trots sin senare passivitet som kung visade han först militär skicklighet, vilket imponerade på Karl XII. Samma år blev han generalissimus över hela armén. Under denna tid anslöt sig Preussen och Hannover till Sveriges fiender, men Karl XII vägrade fortfarande sluta fred. Görtz insåg behovet av ett starkt försvar för att förbättra Sveriges position i framtida fredsförhandlingar. Han försökte påverka kungens utrikespolitik, men denne lyssnade mer på hovkanslern Müllern och Vellingk. Ekonomiskt var Sverige i kris, och Görtz fick ansvar för att organisera rikets finanser. Hans hårda skattepolitik och kreativa finansieringsmetoder väckte starkt motstånd bland svenska ämbetsmän. Trots sin centrala roll hade han inget svenskt ämbete och lydde endast under Karl XII – något som visade enväldets svagheter.
Efter Stralsunds fall i december 1715 och Wismars kapitulation i april 1716 var det tydligt att stormaktstiden närmade sig sitt slut. Karl XII flydde från Stralsund och landsteg i Skåne den 24 december 1715. I Ystad, som tillfälligt blev rikets centrum, planerade han nya krigsföretag, bland annat ett angrepp mot Köpenhamn via Öresunds is. När vädret omöjliggjorde detta, vände han sig istället mot Norge. Det första norska fälttåget 1716 misslyckades, främst på grund av brist på trupper och underhåll. Trots detta kunde armén dra sig tillbaka utan större förluster. Görtz anlände till Ystad kort därefter och fick ansvar för finansiering, handel och flottan. Han påstod sig vara motvillig men hade egna politiska ambitioner: att återupprätta Holstein-Gottorp i personalunion med Sverige under Karl Fredrik. För detta krävdes att Sverige behöll sina kontinentala besittningar. Flera försökte påverka kungen, men Görtz vann hans fulla förtroende. De höll nattliga samtal om rikets ekonomi och krigets finansiering. Misstro och avund växte vid hovet; många såg Görtz som en manipulativ främling med farligt inflytande över kungen. Samtidigt var Sveriges ekonomi i fritt fall – och Görtz var den som förväntades finna lösningar.

### Upphandlingsdeputationen

Nödmynt som föraktfullt kallades för "Görtzens gudar", vilket syftade på de bilder av antika gudar som prydde mynten och att man trodde att det var Görtz som låg bakom idén.

Efter Sveriges militära nederlag i Baltikum och Tyskland kunde staten inte längre finansiera kriget med inkomster från dessa områden. Istället måste alla resurser komma från det svenska kärnlandet. De ordinarie inkomsterna från arrenden, skatter och tullar var otillräckliga, särskilt under krigstid. För att möta kostnaderna infördes kontributioner – en skatt som omfattade hela befolkningen. År 1712 skärptes beskattningen ytterligare och baserades på individers uppskattade förmögenhet, administrerat genom Riksbankens ombud i Kontributionsränteriet. Kungen ensam bestämde hur pengarna skulle användas. Lån var en annan möjlighet, men misstro mot statens återbetalningsförmåga gjorde detta svårt. År 1715 infördes ett system där kapitalister lånade ut pengar mot framtida inkomster, vilket ökade osäkerheten. Karl XII insåg behovet av en ny lösning och vände sig till Görtz, som föreslog ett obligationslån enligt europeisk modell. Obligationerna utfärdades den 20 januari 1716, med fyra års löptid och sex procents ränta, garanterade genom befolkningens egendom. Det var en kontroversiell nyhet i svensk finanspolitik. Utöver de tidigare sex statsexpeditionerna tillkom nu nya myndigheter för att möta den rådande kristiden. Dessa var Upphandlingsdeputationen, som han kontrollerade direkt, Kontributionsränteriet och Ordningsmannaämbetet. Riksrådet i Stockholm hade mycket litet inflytande i politiken.
För att hantera obligationslånet skapade Görtz Upphandlingsdeputationen. Han satte sina egna lojala män i denna nya myndighet och avfärdade traditionella ämbetsverk. Upphandlingsdeputationen blev snart rikets viktigaste finansiella organ med ansvar för inkomster, försörjning, handel och rustning. Trots detta sålde obligationerna dåligt i Sverige. Det fanns få kapitalister, och risken ansågs för hög. Värdet på obligationerna var dessutom satt för högt. Görtz tog till tvångsåtgärder: obligationer användes som betalning till fordringsägare, och kyrkor, skolor samt sjukhus tvingades byta sina kontanter mot obligationer. Den verkliga lösningen söktes på den internationella kapitalmarknaden, framför allt i Holland. Görtz reste själv dit i juni 1716 för att försöka placera lånen. Under tiden uppstod ett akut behov av likvida medel. Därför började man ge ut myntsedlar – först som lön till statstjänstemän, men snart även för allmän cirkulation. Sedlar trycktes i valörerna 5, 10 och 25 daler. Dessutom infördes mynttecken, små kopparplåtar, trots Görtz tveksamhet. Dessa kallades i folkmun för nödmynt eller föraktfullt för "Görtzens gudar", på grund av de antika motiv de bar samt missuppfattningen att Görtz själv låg bakom idén. I verkligheten var det Karl XII som tog beslutet, möjligen inspirerad av Casten Feif.
För att skapa förtroende bestämdes att staten skulle acceptera mynttecken som skatteinbetalning med vissa undantag, exempelvis för stora sjötullen. Till en början fungerade systemet, men när stora mängder trycktes under 1717 och 1718 sjönk värdet och inflationen steg. Skillnaden gentemot silvermynt växte, och kopparplåtarna förlorade i värde. Samtidigt försökte staten öka sina intäkter genom höjda exporttullar på järn och koppar, samt genom att främja inhemsk industriell bearbetning. Christopher Polhem var en viktig aktör i denna strategi. Görtz ville skapa en industriell infrastruktur med hjälp av utländska hantverkare och mekaniserad produktion, i linje med merkantilistiska idéer utfärdade av Ludvig XIV:s finansminister Jean-Baptiste Colbert om att förädla inhemska råvaror och främja inhemsk handel.
Myntsystemet manipulerades också. År 1715 höjdes värdet på kopparplåtar med 50 procent, vilket gjorde dem mer värdefulla som mynt än som metall. Även silvermyntens metallinnehåll minskade, vilket skapade osäkerhet. Polhem kallade detta "ekonomiskt kvacksalveri" och förespråkade ett stabilt myntvärde. Trots alla reformer förbättrades inte Sveriges ekonomi nämnvärt. Karl XII:s misslyckade fälttåg i Norge 1716 förvärrade situationen. Samma år reste Görtz runt i Europa för att placera obligationerna, varefter han återvände till Sverige i oktober 1717 och fortsatte arbetet med att försöka rädda rikets ekonomi.

### Politiken i Lund
Efter det misslyckade norska fälttåget 1716 återvände Karl XII till Skåne och bosatte sig i Lund, som blev rikets inofficiella huvudstad under hans närvaro. Valet av Lund var strategiskt, då en dansk-rysk invasion över Öresund befarades. Kungen planerade att utöva brända jordens taktik där Helsingborg och Landskrona skulle brännas och Malmö försvaras, men invasionen uteblev. Karl XII planerade ett nytt fälttåg mot Norge i syfte att tvinga Danmark ur kriget. Samtidigt ville arvprins Fredrik av Hessen ha fred, även till priset av territoriella eftergifter till Danmark eller Ryssland. Han prioriterade kriget mot Ryssland och motsatte sig Holstein-Gottorps återupprättande, vilket skapade konflikt med Görtz. Denne förespråkade eftergifter till Ryssland för att bevara svenska besittningar i Tyskland.
Förutom krigsplanering genomförde Karl XII administrativa reformer. En viktig finansiell åtgärd var att arrendera ut Stora sjötullen till Johan Ehrenpreus, en vapenproducent som tjänat på krigen. Arrendet gav en fast inkomst till staten och visade sig lönsamt för båda parter. Ehrenpreus påverkade också tullpolitiken genom att ersätta importförbud med tullavgifter för att minska smuggling. Efter Karl XII:s död upphörde dessa reformer när makten återgick till riksrådet och ständerna. Kungen vägrade acceptera några territoriella förluster och genomförde ett andra norskt fälttåg för att visa att Sverige fortfarande var en militär stormakt. Samtidigt försökte han spela ut motsättningarna mellan stormakterna: Ryssland och Preussen samarbetade, medan Storbritannien-Hannover och Danmark bildade ett annat block. Sverige hoppades kunna utnyttja detta för att återfå sina kontinentala besittningar.
Görtz fick allt större makt och blev från 1716 ansvarig för både finanser och utrikespolitik. Han blev kungens närmaste rådgivare och var i praktiken Sveriges förste minister, trots att han formellt tjänade hertigen Karl Fredrik. Hans strategi gick ut på att fördröja förhandlingar, vinna tid och splittra Sveriges fiender. Han höll diplomatiska samtal utan konkreta resultat för att skapa misstänksamhet mellan motståndarläger. Kanslipresident Arvid Horn, som formellt ansvarade för diplomatin, var i praktiken åsidosatt. Kansliet registrerade korrespondensen men hade ingen faktisk makt. Görtz dominans skapade ett starkt hat mot honom bland svenska ämbetsmän och officerare, som upplevde honom som en utländsk uppkomling med för stort inflytande över rikets affärer.

## Vistelsen i Holland (1716−1717)

### Amsterdam

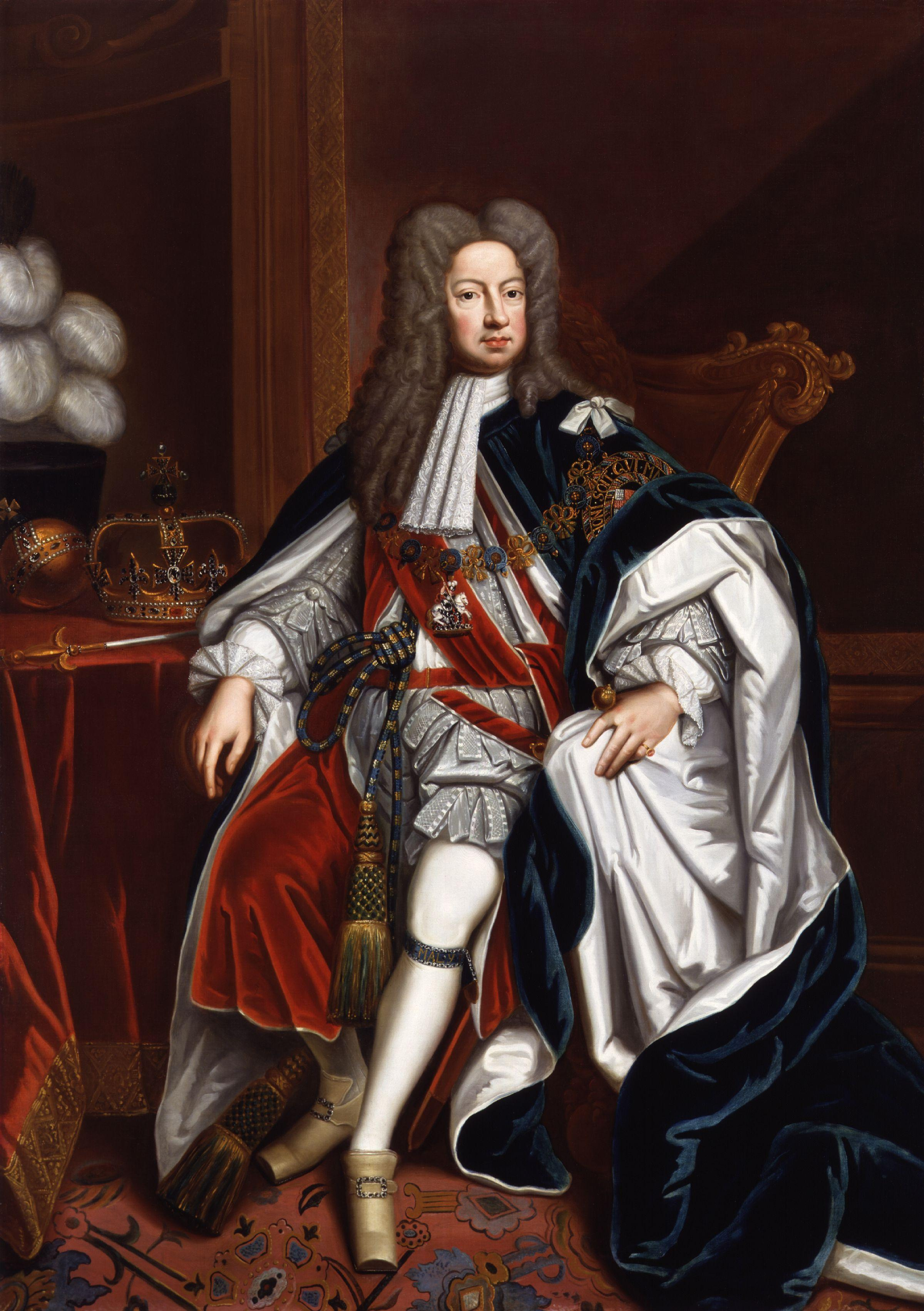
Kung Georg I av Storbritannien, en av Görtz främsta motståndare. Olja på duk (1714) av Godfrey Kneller.

År 1716 reste Görtz till Holland med flera uppdrag: att placera svenska obligationer på kapitalmarknaden i Amsterdam, värva matroser och hantverkare, samt stärka exporten av svenska varor. Mellan augusti 1716 och februari 1717 utfärdade Görtz 52 sjöpass för att skydda neutrala, särskilt holländska, handelsfartyg från svenska kapare. Detta syftade till att skapa goodwill och säkerställa holländsk neutralitet, samtidigt som man satte press på britterna genom att gynna deras konkurrenter. Görtz lyckades intressera ett holländskt konsortium, ledd av bulvanen François Petermann. De skulle leverera guld och silver till Sverige motsvarande fyra miljoner daler, som skulle myntas och användas för att köpa obligationer. Konsortiet fick även etablera fabriker och magasin i stapelstäder för att möjliggöra en mer direkt exporthandel, där svenska producenter kunde deponera sina varor och få sedlar i utbyte. Samtidigt reste Görtz den 3 januari 1717 till Paris, där finansmannen John Law gick med på att förskottera 300 000 riksdaler i väntan på utlovade franska subsidier. Görtz lyckades också få ekonomiskt stöd och insamla krigsmateriel från privata finansiärer som Antoine Hogguer, en inflytelserik bankir i Paris, innan han i februari 1717 återvände till Holland för att fortsätta sin låneverksamhet.
Planen var i linje med Christopher Polhems idéer om effektiv handel. Den syftade till att stärka ekonomin, minska skulderna och lösa in tidigare utgivna mynttecken. Men brittisk motvilja satte käppar i hjulet. Georg I, kung av Storbritannien, kurfurste av Hannover och Görtz främste motståndare, lyckades övertyga generalstaterna om att få honom arresterad den 21 februari 1717. Han satt fängslad i Arnhem i flera månader, vilket försvagade Sveriges ekonomiska diplomati. Under hans frånvaro intensifierades den brittiska handelsblockaden mot Sverige, vilket slog hårt mot exporten. För att möta krisen tryckte den svenska regeringen stora mängder myntsedlar och mynttecken. Bland annat producerades det ökända "Wett och Wapen"-tecknet i nio miljoner exemplar. Värdet på sedlarna föll kraftigt – nästan 40 procent jämfört med silver – och inflationen ökade. Straffen för att vägra acceptera dem skärptes. Karl XII, som litade på Görtz ekonomiska strategi, utfärdade nya förordningar i Lund 1717 för att stärka Upphandlingsdeputationens makt. Exporten av viktiga varor som järn, tjära och beck skulle kontrolleras genom fasta försäljningstaxor för att stabilisera priserna. Men detta väckte kritik. Polhem och andra varnade för att höga priser skulle avskräcka utländska köpare och minska intresset för svenska varor.
Kungen valde till slut att begränsa prisregleringen till järnexporten, Sveriges viktigaste handelsvara. Detta var ett sätt att svara på den brittiska blockaden. Järn var livsviktigt för den brittiska industrin, och genom att minska exporten skapades en brist i England, vilket tvingade brittiska importörer att hitta alternativa vägar för att köpa svenskt järn. Samtidigt blev stora mängder järn liggande i svenska hamnar, vilket fördjupade landets ekonomiska problem. Görtz arrestering gav hans motståndare tid att underminera hans position, och tvivlet på hans politik växte. Trots motgångarna fortsatte dock Görtz med att arbeta för Sveriges framtid. Hans huvudmål var att återupprätta Holstein-Gottorp och skapa en personalunion med Sverige. Arresteringen var ett bakslag, men Görtz var övertygad om att han fortfarande kunde vända situationen till sin fördel.

### Dynastiska inbrytningar och fängelse
Från 1716 spelade Görtz en nyckelroll i Sveriges diplomati och finanspolitik. Han försökte utnyttja spänningar mellan Sveriges fiender, särskilt i Ryssland och Storbritannien. I Ryssland fanns en konflikt mellan tsar Peter I och sonen Aleksej Petrovitj, som via ombud uttryckte intresse för svenskt stöd i sina arvsanspråk. Karl XII var dock tveksam till att stödja en son mot sin far. Aleksej återvände till Ryssland, där han dog i fängelse 1718 efter tortyr.
I Storbritannien var läget mer komplext, vilket var en följd av drottning Anna Stuarts död i augusti 1714. Genom fredsfördraget i Utrecht lovade Frankrike att inte längre stödja jakobiterna eller hysa den katolske tronpretendenten Jakob Edvard Stuart i landet. Storbritannien började aktivt bevaka att andra europeiska makter inte stödjer tronpretendenten Stuart. Whigpartiet hade stärkt parlamentets makt och stött Georg I:s tronbestigning 1714, medan tories och jakobiterna stödde Jakob Edvard Stuart. Jakobitupproret i Skottland 1715 misslyckades, men Görtz utnyttjade situationen genom kontakter med jakobiterna via sina mellanhänder, den tyske baronen Theodor von Neuhoff, den irländske generallöjtnanten Arthur Dillon och den franske officeren Jean-Charles de Folard. Genom Dillon lyckades Görtz få ett lån på 100 000 livres den 11 januari 1717, men ingen formell överenskommelse skrevs under. Sveriges sändebud i London, Carl Gyllenborg, föreslog i oktober 1716 att Sverige skulle sända 4 000 soldater till Skottland i utbyte mot ett ytterligare lån på 60 000 pund sterling. Brittiska myndigheter lyckades beslagta och dechiffrera flera brev mellan Görtz, Gyllenborg och Erik Sparre af Sundby, Sveriges ambassadör i Paris. Innehållet tydde på att svenska representanter var djupt involverade i konspirationer för att störta den brittiska regeringen.

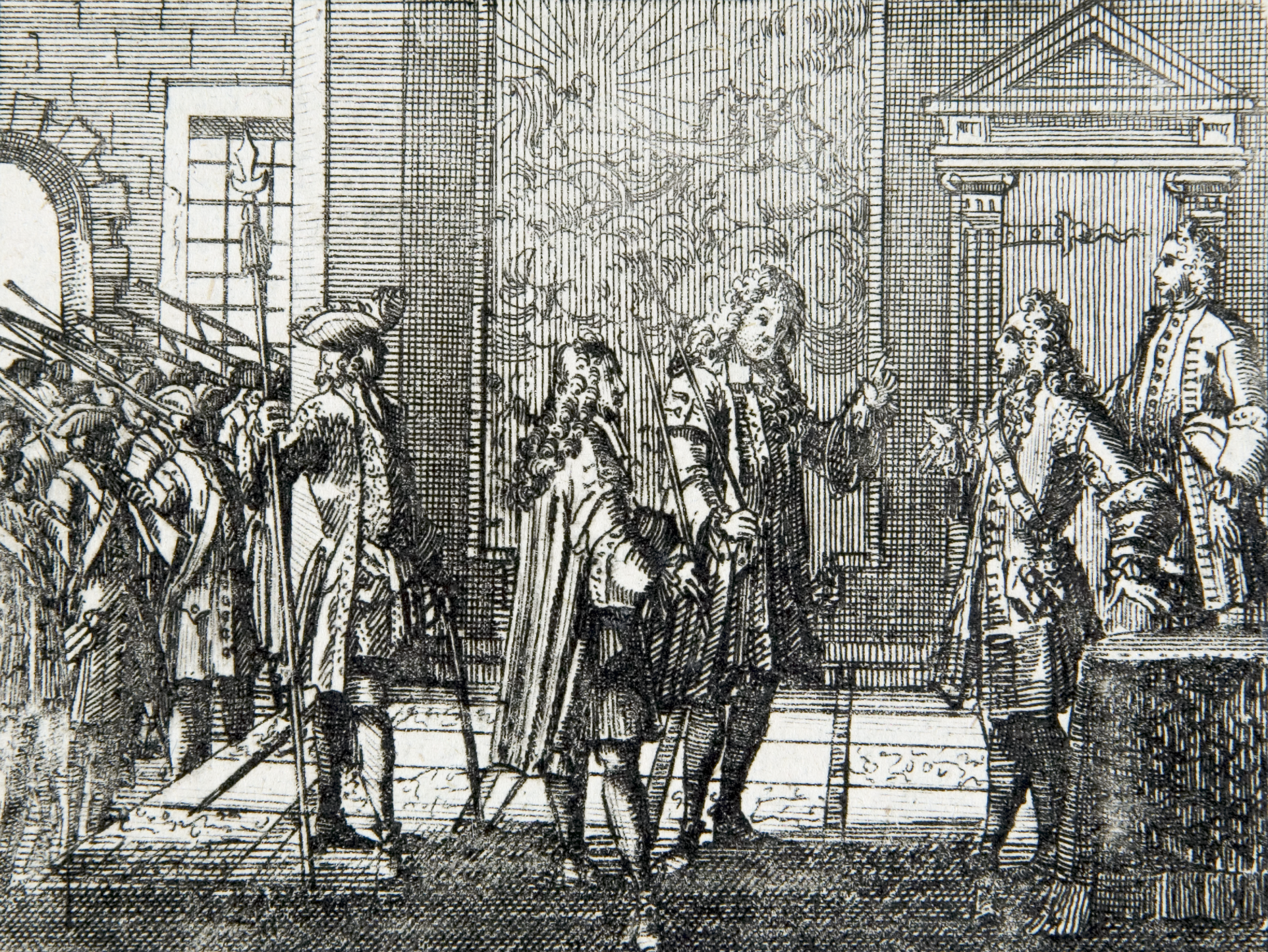
Samtida kopparstick föreställande Görtz arrestering i Arnhem i Holland under 1716.

Den brittiska regeringen lät trycka hela brevväxlingen mellan Görtz, Gyllenborg och Sparre, vilket orsakade stor skandal i Europa. Svenskarna anklagades för att vilja störta den protestantiska dynastin till förmån för en katolsk kung, något som chockerade den offentliga opinionen. Gyllenborg arresterades av brittiska myndigheter den 10 februari 1717. Efter att ha fått underrättelse om detta försökte Görtz fly i hemlighet till Sverige, men han arresterades av den holländske officeren Willem Vleertman den 21 februari i Arnhem och hamnade i hård arrest. Arresteringarna av Görtz och Gyllenborg väckte stor internationell uppmärksamhet. Flera länder protesterade mot det sätt som de svenska ministrarna behandlades på, men Storbritannien försvarade åtgärden med hänvisning till hotet mot riket. Fängelsevillkoren var svåra; Görtz hölls isolerad och övervakad, men han lyckades smuggla ut brev via tjänstefolk och diplomater. Han gjorde två försök att fly från sitt fängelse, bland annat med hjälp av mutor och hemliga agenter, men hans planer misslyckades. Han försökte påverka holländska köpmän genom att blockera sjöpass för deras skepp, vilket skapade ekonomiskt tryck. Samtidigt försökte den svenska kungamakten genom diplomatiska påtryckningar få sina ministrar fria. Den svenska rådsregeringen arresterade engelska och holländska diplomater som svar. Karl XII krävde en officiell ursäkt och släppandet av Görtz. Efter utdragna diplomatiska påtryckningar släpptes Görtz den 22 juli 1717 av Gelderlands provinsständer mot villkor att han genast lämnar Holland. Görtz mottogs med hyllningar av befolkningen och fick tillåtelse att tillfälligt få slå sig ner i staden Zutphen.
Den 22 augusti 1717 hade Görtz ett hemligt sammanträde med tsar Peter och greve Boris Kurakin på slottet Het Loo i Apeldoorn. Samtalen var försiktiga men öppna. Tsaren uttryckte vilja till fred, och Görtz lät nyheten läcka för att splittra fienderna. Målet var att vinna tid och skapa en gynnsam förhandlingsposition för Sverige. Dessa kontakter skulle senare leda till fredsförhandlingarna på Åland 1718. Samtidigt planerade Karl XII ett nytt anfall mot Norge. Han vägrade gå med på territoriella förluster och höll fast vid ekvivalensprincipen: varje förlorat område skulle kompenseras med ett annat. Görtz insåg att kriget var ohållbart men kunde inte övertala kungen. Han balanserade mellan kungens krav och behovet av en diplomatisk lösning. Samtidigt stärkte han sin makt genom att kontrollera Sveriges finanser och utrikespolitik. Hans ekonomiska reformer var impopulära. Han införde nya skatter som exempelvis upphandlingsavgiften, en personlig skatt för att finansiera den svenska arméns försörjning, graderad efter rang. Han reglerade även exporten av järn och metaller för att hålla priserna höga. Hans skatter och exportregleringar var impopulära, men han ansåg dem nödvändiga. Sverige plågades av ekonomiska svårigheter, bland annat till följd av den brittiska blockaden.
Vid sin återkomst till Sverige såg Görtz sig fortfarande som avgörande för rikets framtid. Han hade fortfarande kungens förtroende, men han hade få förtrogna inom administrationen. Hans främsta hinder var att kungen vägrade ge upp något territorium – vilket kraftigt försvårade varje möjlighet till fred.

## Storpolitiska förhandlingar (1717−1718)
Görtz fortsatte sin diplomatiska strategi genom att spela ut Hannover-Storbritannien och Ryssland mot varandra, då dessa redan misstrodde varandra. Genom separata förhandlingar kunde Sverige splittra sina fiender och undvika en enad front. Ernst von Fabrice sändes till London för att förhandla med Georg I, medan hans far Weipart Ludwig von Fabrice, som var i hannoversk tjänst, förhandlade med Vellingk om fred. Rykten spreds för att öka misstron mellan stormakterna, bland annat om Sveriges förbindelser med jakobiterna och tsarens son Aleksej. Görtz motsatte sig en gemensam fredskongress och förespråkade separata avtal som gynnade Sveriges intressen. Karl XII stödde detta synsätt och ansåg att Sverige först behövde stärka sin militära position innan fred kunde slutas. Han avvisade medlingsförsök från andra makter. Diplomatin skulle hållas vid liv, men utan att avslutas. Görtz blev central i denna strategi tack vare sin skicklighet. Fokus låg särskilt på Ryssland, där förhandlingar skulle hållas nära finska gränsen för att undvika insyn.

### Görtz europeiska turné

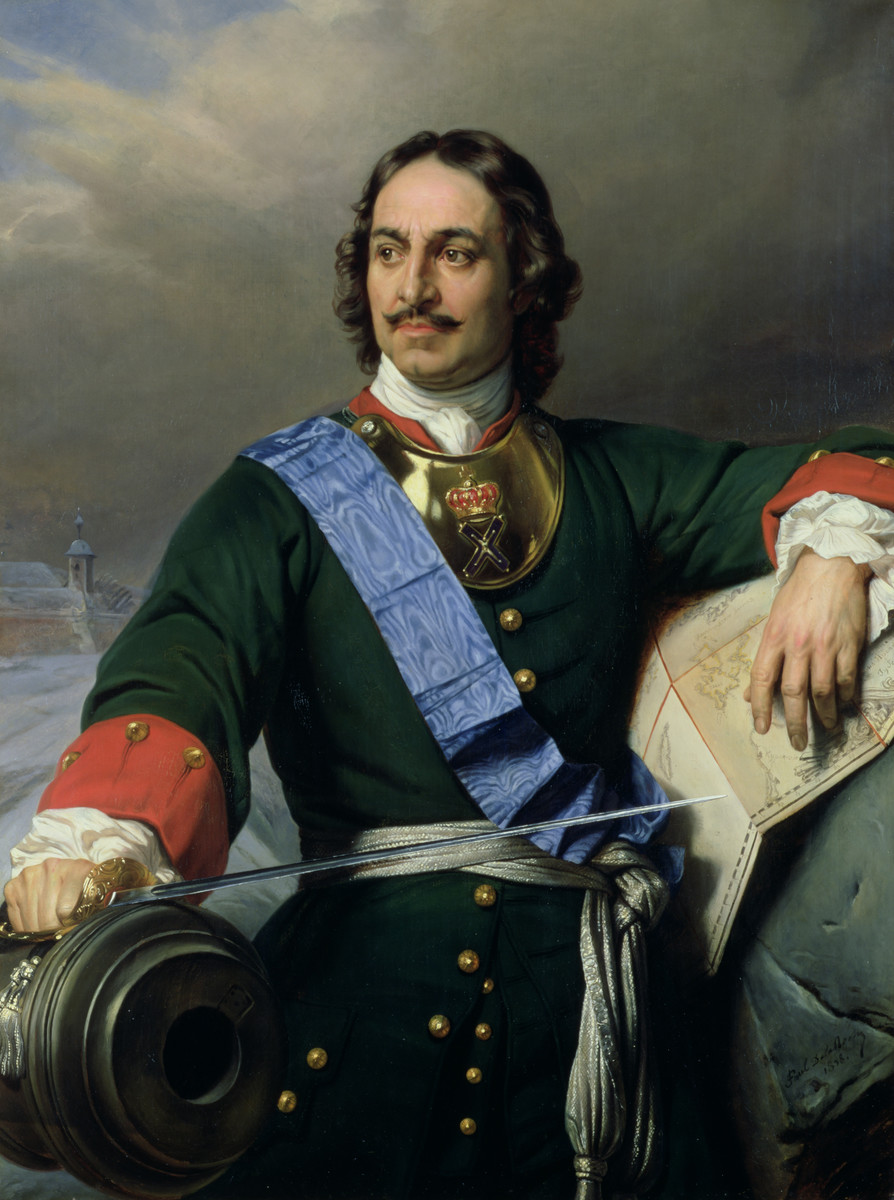
Tsar Peter I (1838) av Paul Delaroche.

Görtz företog en resa genom Preussen, Sachsen och Polen, där han förde hemliga samtal med Fredrik Vilhelm I och tsar Peter om fredsvillkor. Den 26 augusti 1717 reste han i hemlighet från Zutphen till Baruth utanför Berlin. Där var han välkommen, särskilt av Heinrich Rüdiger von Ilgen. Preussens kung Fredrik Vilhelm I ville ha fred med Sverige men krävde Stettin. De oroade sig för att Ryssland skulle ignorera deras intressen, och förespråkade en parallell svensk-rysk fred. Görtz lovade att Karl XII kunde avstå Stettin, men han varnade dem att vara försiktiga med sina krav. När Preussen föreslog att få Stettin, Usedom och Wollin mot att Ryssland avstod Riga och Reval, skärpte Görtz kraven. Han ville att Ryssland skulle återlämna Finland, Ingermanland, Estland och Livland utom Sankt Petersburg, samt att Preussen och Hannover skulle återlämna Pommern och Bremen-Verden. Preussen blev upprörda men fortsatte samtalen eftersom ryska sändebud var på väg.
Av rädsla för att bli arresterad flydde Görtz till Guben i Sachsen i september. Han försvarade sig med att han ville undvika konflikt mellan Preussen och Sachsen, och protesterade mot rivningen av Wismars befästningar. Han lade skulden på Preussen för avbrutna förhandlingar. När Peter I anlände till Berlin var han endast villig att lämna Finland, vilket blev en besvikelse för Preussen. Landet fokuserade nu på att skydda sina intressen och minska ryska krav på Sverige. När Görtz senare återvände till Sverige försökte Preussen kringgå honom genom andra diplomatiska kanaler, men misslyckades. De insåg inte att Görtz och Karl XII drev samma utrikespolitik och att Görtz fortfarande var kungens viktigaste diplomat.
Görtz vände sig nu till Sachsen, där han hade kontakt med diplomater som Jacob Heinrich von Flemming och Ernst Christoph von Manteuffel. Sachsen övervägde olika fredslösningar men fruktade att hamna utanför stormaktsspelet. Görtz föreslog att Stanisław Leszczynski återinsattes som kung i Polen, vilket Sachsen motsatte sig. I september 1717 diskuterades en uppgörelse där Sverige skulle återfå områden förutom Sankt Petersburg. Görtz försökte splittra fienderna, men samtalen stannade av under hösten 1718.
Under sina resor i Preussen och Sachsen undvek Görtz direkta förhandlingar med Ryssland, men han spred rykten om svensk-preussiska samtal, vilket oroade tsaren. Han använde även vilseledande information i rapporter till Karl XII och britterna. Görtz reste öppet genom städerna Breslau , Warszawa, Grodno, Mitau och Riga, trots tsarens önskan om diskretion, och han kontaktade ryssarna via brev. Han menade att Preussen misslyckats och att Sverige nu borde nå en egen fred med Ryssland. Tsaren bjöd honom till Sankt Petersburg för överläggningar, men Görtz undvek detta genom att resa vidare till Reval, Helsingfors och Åbo. Hans agerande höll förhandlingarna vid liv utan att Sverige behövde avslöja sina villkor. Först senare insåg Europa att inga verkliga förhandlingar med Ryssland skett. Trots frustration tvingades tsaren acceptera Görtz som förhandlare.
Sveriges förhandlingar med Storbritannien-Hannover 1717 leddes av Vellingk, men Görtz påverkade processen. Striden gällde Bremen och Verden, som Georg I ville ha. Karl XII ville inte avstå hela området men kunde ge upp en mindre del. För att sätta press på britterna spred Görtz falska uppgifter om milda ryska och preussiska krav. Fabrice skickades till London, och britterna ville få Sverige att sluta uppgörelse före konfrontation med Ryssland. Ett kompromissförslag lades där Hannover skulle få Verden, större delen av Bremen och enklaven Wildeshausen, medan en del av Bremen skulle bli pant. Georg I accepterade och inväntade Karl XII:s svar. Görtz uppmanade dock Vellingk att stå fast vid hårda villkor, vilket fördröjde resultatet.
Vid sidan av de officiella förhandlingarna agerade Görtz som Sveriges främsta strateg. Hans mål var inte en snabb uppgörelse utan att långsamt försvaga fiendernas sammanhållning. Han informerade diplomaten Joakim Fredrik Preis om att förhandlingar skulle dras ut på tiden. Görtz insåg att Sverige inte kunde diktera fredsvillkoren, men han kunde begränsa fiendernas insyn i svensk politik. I rapporter till Karl XII beskrev han ett läge där Ryssland kunde tänka sig att lämna Reval, Preussen kunde gå med på att återlämna Usedom och Wollin, och Sachsen kunde förmås vända sig mot Preussen eller Ryssland beroende på utvecklingen. Samtidigt betonade han i interna analyser en mer offensiv linje: fortsatt krig, splittring bland motståndarna och militära förberedelser för krig i Norge och Tyskland. Den holsteinska linjen och hessarnas försök att underminera honom avvisades av kungen. Hessarna, ledda av lantgreven Karl och arvprinsen Fredrik, försökte vinna kungens gunst och förespråkade andra allianser. Men trots intriger från flera håll stod Karl XII fast vid sitt stöd för Görtz.

### Görtz och Karl XII:s finansiella planer och förberedelser inför Ålandskongressen
Görtz återvände till Sverige den 11 november 1717 och reste genast till Karl XII i Lund, där han mottogs varmt. Kungen och Görtz höll nattliga samtal om rikets problem och diplomatin, vilket väckte oro hos arvprins Fredrik. Denne fruktade att ett närmande mellan Sverige och Ryssland skulle gynna Karl Fredrik av Holstein-Gottorp och hota hans egna anspråk på tronen. Han försökte misskreditera Görtz inför kungen, men blev avvisad och lämnade Lund vid nyåret 1718. Under tiden fortsatte Karl XII och Görtz att planera det andra norska fälttåget och förhandlingar med Ryssland. I mars 1718 mötte Karl XII sin syster Ulrika Eleonora i Kristinehamn, tillsammans med Görtz och Karl Fredrik. Rivaliteten mellan Holstein och Hessen var tydlig, och Fredrik såg Görtz som ett hinder. Under vistelsen föll kungen och Karl Fredrik genom isen men överlevde. Fredrik kan ha betraktat händelsen som en förlorad chans att bli av med två rivaler. Kort därefter återvände Karl XII till Lund och lämnade staden för sista gången den 1 juni 1718.
Trots att Görtz utsattes för baktaleri fortsatte han att tjäna Karl XII utan formell titel. Han ledde Upphandlingsdeputationen och breddade sin makt till finans-, försvars- och försörjningsfrågor. Kriget mot Norge krävde stora resurser, och Görtz ansvarade för rekrytering, utrustning och underhåll. Genom att prägla stora mängder mynt skapade han inflation, vilket han försökte stävja genom att devalvera kopparplåtar och dra in gamla mynt. Karl XII litade helt på Görtz ekonomiska beslut. Samtidigt blev Görtz varse om den hungersnöd och fattigdom som drabbade Stockholms invånare under hösten 1718, som hade följt i spåren av de senaste två årens missväxt. I ett senare brev till kungen varnade han denne för att en total ekonomisk kollaps var nära förestående.
Samtidigt förbereddes förhandlingar med Ryssland, vilket var avgörande för kungens långsiktiga strategi. Görtz försökte länge använda den ryske tronföljaren Aleksej som bricka mot tsaren. Han hoppades att Aleksejs konflikt med sin far skulle kunna utnyttjas, men när han försökte få honom till Sverige 1718 var det för sent. Inför Ålandsförhandlingarna samma år instruerades Görtz att kräva full restitution av alla besatta områden – ett orealistiskt krav som snarare utgjorde en startpunkt för senare kompromisser.
Görtz bedömde att tsaren var pressad av risken för en allians mellan Sverige, Storbritannien-Hannover och Österrike. Ryssland ville ha en snabb fred och sökte ett nytt maktblock där Sverige kunde ingå, men var endast villigt att avstå Finland. Tsaren fruktade att Karl XII skulle nå en uppgörelse med Georg I och därefter rikta sin armé österut. För att vinna tid fördröjde Görtz sin resa till Åland och spred rykten om svenska militärförstärkningar. Genom devisen söndra och härska höll han fienderna splittrade och stimulerade separata kontakter. Trots ekonomisk kris lyckades Görtz genomföra militär upprustning och skapa ett läge där Sverige åter kunde påverka kriget. Inför Ålandsförhandlingarna såg han positiva tecken – flera stormakter var redo att förhandla.
Görtz föreslog Torneå eller Öregrund som mötesplats, men accepterade Lövö by på den isolerade ön Vårdö enligt ryska önskemål. Platsen erbjöd god logistik trots att byggnaderna uppförts med plundrat material från Finland. Ryssarna ville påbörja samtalen snabbt, men Görtz fördröjde processen medvetet. När Ernst von Fabrice anlände från Storbritannien för att diskutera Bremen-Verden, använde Görtz detta för att skapa osäkerhet hos både britter och ryssar. Efter starka stormvindar ute på sjöss som fördröjde processen ytterligare, kunde förhandlingarna på Lövö slutligen inledas den 8/19 maj 1718.

## Ålandskongressen (1718)

### De svenska och ryska förhandlarna

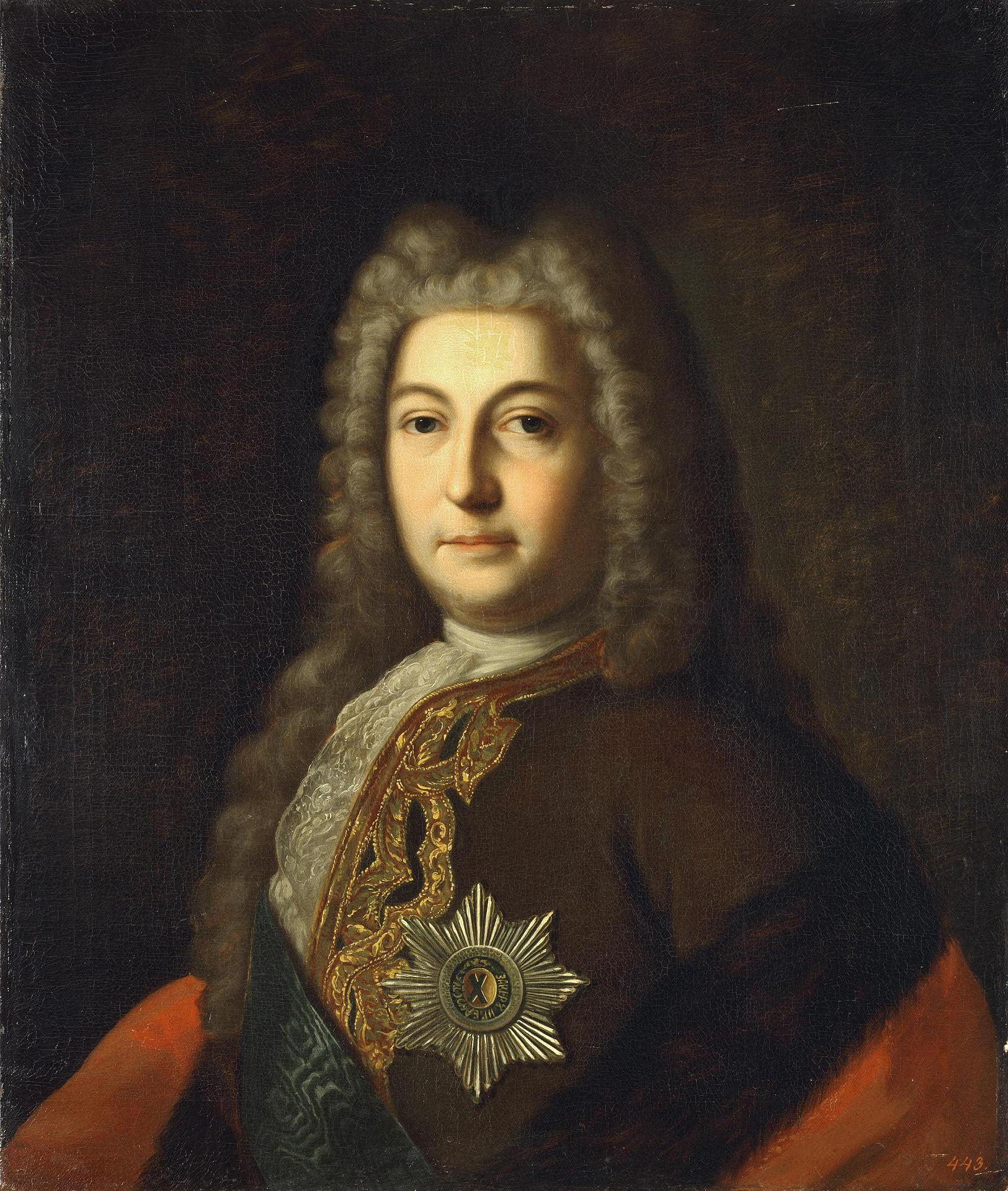
Andrej Ostermann, Görtz motpart vid Ålandskongressen. Olja på duk av okänd konstnär.

Vid Ålandskongressen 1718 anlände Görtz med en stor delegation, inklusive sex kavaljerer och 67 betjänter. Sekreteraren Andreas Ernst Stambke bistod honom, medan Carl Gyllenborg agerade medförhandlare utan verklig makt. Görtz iscensatte prakt och överflöd för att imponera på ryssarna, med vinlager och silverservis. Ryssarna svarade med egna överdådiga förnödenheter, och totalt deltog omkring 1 200–1 500 personer. Förhandlingarna sköttes huvudsakligen av Görtz och Rysslands representant Andrej Ostermann, båda tyskar. Gyllenborg och general Jacob Bruce spelade underordnade roller, där Gyllenborgs främsta uppgift var att hålla ryssarna på gott humör genom festligheter. Han led dock av ständiga baksmällor, vilket Görtz tolkade som svaghet. Gyllenborg fann tröst i general Bruce och alkohol. Den avlägsna ön Lövö minskade risken för spioneri. Görtz kontrollerade processen och höll Sverige kvar i kriget medan motståndarna förblev splittrade.

### Första sejouren från maj till juni 1718
Förhandlingarna på Lövö inleddes den 12/23 maj 1718 med diskussioner om formalia som pass, fullmakter och vakthållning. Ryssarna ville inte föra protokoll, av rädsla för att dokument kunde användas mot tsaren. Görtz, känd för sin skickliga men misstänkliggjorda diplomati, väckte genast misstänksamhet. Redan vid andra mötet uppstod problem: ryssarna ville ha en separat fred med Sverige innan samtal med andra makter. Görtz och Gyllenborg motsatte sig detta och ville hålla förhandlingarna med olika fiender åtskilda. Ryssarna ville veta Karl XII:s hållning, men svenskarna krävde först tydliga ryska krav. Ryssarna svarade vagt men klargjorde att Peter I ville behålla alla erövrade områden. Svenskarna krävde å sin sida full återställning av förlorade territorier.
Görtz hävdade att Ingermanland, Estland och Livland inte kunde avträdas. Ryssarna insisterade på att behålla allt söder om Finska viken för att säkra en varaktig fred. Svenskarna varnade för rysk dominans i Östersjön, vilket även kunde hota Danmark och Storbritannien. Ryssarna föreslog att Sverige kunde kompensera tsaren med territorier vid den osmanska gränsen, vilket avvisades. Den 15/26 maj klargjorde svenskarna att Karl XII möjligen kunde tänka sig att avstå Reval, men inte Estland eller Livland. Ryssarna lade då till Viborg bland sina krav. Båda sidor höll fast vid sina ståndpunkter, men enades om att rådgöra med sina respektive herrar. Görtz insåg att samtalen var nära att bryta samman, men han fortsatte förhandlingarna främst för att stärka Sveriges position gentemot Storbritannien. Han uttryckte i brev till Müllern att hans mål var att hålla liv i samtalen och exkludera de baltiska provinserna från uppgörelsen, även om han insåg svårigheterna.
I privata samtal med Ostermann uttryckte Görtz oro över att Sverige var för villigt att offra mycket för att behålla provinserna. Han antydde att endast Karl XII ville ha fred med Ryssland – ett uttalande som snarare var taktiskt än sant. Båda sidor ville fortsätta samtalen, men ingen var redo att göra större eftergifter. Peter I signalerade dock att om Sverige gick med på hans krav, kunde han stödja svenska kompensationer i väst. Görtz ville veta mer om vad detta innebar och begärde betänketid innan han informerade kungen.
Den 30 maj/10 juni fick Ostermann nya instruktioner: tsaren var villig att muta Görtz med 100 000 rubel för att skynda på fredsprocessen. Vid ett hemligt möte erbjöds även ett evigt förbund med Sverige, i utbyte mot att Ryssland behöll alla områden söder om Finska viken. Sverige skulle kompenseras på annat håll. Görtz ville framföra budskapet själv och lämnade Åland den 2/13 juni, men återkom först 9/20 juli. Under tiden höll Gyllenborg samtalen vid liv, men utan konkreta svar.
Görtz använde även desinformation genom falska och ostensibla brev till Müllern och franske ambassadören Louis Pierre de la Marck, där han fabricerade ryska erbjudanden för att påverka opinionen. Hemliga brev till Karl XII, märkta "Pour les propres mains du Roy", förstördes omedelbart efter att Karl XII hade läst dem och gick aldrig via kansliet, vilket var en del av Görtz hemliga diplomatiska korrespondens.
Görtz reste från Åland till Stockholm och vidare till Strömstad, där Karl XII befann sig inför det kommande Norgefälttåget. Kungen och Görtz diskuterade förhandlingsläget, där både Hannover och Ryssland stod fast vid sina hårda fredskrav. Diplomatin behövde backas upp av militär styrka. Karl XII planerade ett anfall på Norge, medan Görtz föreslog en offensiv i Holstein för att indirekt tvinga Danmark att avstå Norge. Den 15 juli lade han fram sitt förslag till kungen. Arvprins Fredrik förespråkade istället ett fälttåg i Tyskland och Polen eller en direkt attack mot Ryssland i Baltikum.

### Andra sejouren från juli till augusti 1718
Den 9/20 juli 1718 återvände Görtz till Lövö efter en längre frånvaro, vilket väckte oro hos de ryska förhandlarna. Ostermann misstänkte att Sverige försökte vinna tid, särskilt i ljuset av rykten om svenska kontakter med Storbritannien-Hannover. Gyllenborg, som hade stannat kvar på Åland, försäkrade att Karl XII önskade fred, men ryssarna förblev misstänksamma. Görtz instruerade Gyllenborg att påstå att kungen enbart ville jämföra villkoren från sina fiender och att andra rykten var falska.
Under Görtz frånvaro hade Ostermann rådgjort med tsar Peter I. Den så kallade ekvivalentplanen, där Sverige skulle kompenseras för landavträdelser, var känslig för Ryssland. Peter ville inte gå i krig mot Danmark men kunde tänka sig neutralitet. Han önskade bevara vänskapen med Preussen, vars krav på Stettin kvarstod. Vid sin återkomst föreslog Görtz en modifierad plan: Karl XII avstod från krav på Bremen-Verden, men motsatte sig att Preussen fick Stettin. Istället föreslog han Elbing och Ermland som kompensation. Han ville även att Ryssland militärt skulle hjälpa Sverige att tvinga Danmark att avstå territorier och att Mecklenburg-Schwerin skulle bli svenskt. Slutligen önskade han ryskt stöd för Stanisław Leszczynski som kung i Polen. Dessa krav gick emot tsarens vilja, som endast ville ge ekonomiskt stöd till Leszczynski och vägrade avsätta August II.
Görtz föreslog även en militärallians där Ryssland skulle bidra med 100 000 soldater och Sverige med 80 000, hälften för insatser i Mecklenburg och hälften i Norge. Förslaget var orealistiskt och syftade till att pressa Ryssland. Den 22 juli/2 augusti reste Görtz i hemlighet till Stockholm och lämnade Gyllenborg att lugna ryssarna. Han författade vilseledande rapporter till ombudsrådet Müllern och kanslisekreteraren Johan Henrik von Kochen, där han påstod att Ostermann erbjudit bättre fredsvillkor än vad som faktiskt framförts, i syfte att påverka den svenska diplomatin.
När Görtz återvände till Lövö den 1/12 augusti var han pessimistisk. Förhandlingarna gynnade inte Sverige, och tsaren vägrade större eftergifter. För att vinna tid föreslog Görtz en traktat som Karl XII senare kunde vägra att stadfästa, vilket skulle ge Sverige andrum inför det planerade norska fälttåget. Under tiden spred han falska uppgifter till bland andra den franske ambassadören de la Marck om att fred var nära, för att påverka den europeiska opinionen.
Tsar Peter hade inga planer på att ge upp sina baltiska erövringar. Han kunde erbjuda ekonomiska lättnader i Livland och bistånd om Danmark attackerades, men vägrade stödja Sverige i ett offensivt krig. Han ville behålla allt territorium söder om Finska viken. Görtz såg två alternativ: acceptera en fred på tsarens villkor eller förhala processen för att vinna tid. Målet var att få Ryssland att underteckna en traktat som Karl XII senare kunde bryta – men det var oklart om kungen skulle godkänna detta. Samtidigt planerade Karl XII sitt fälttåg mot Norge – ett avgörande steg för Sveriges framtid.

### Tillbaka i Sverige

Carl Gyllenborg av Lorens Pasch den äldre.

När Görtz lämnade Åland den 19/30 augusti 1718, med Ostermanns godkännande, uppgav han att han behövde träffa ombudsrådet Müllern för att få honom att stödja en fred med Ryssland. Görtz dröjde dock kvar i Sverige till november. Müllern var för sjuk för att resa till Norrtälje, så Görtz besökte honom i Stockholm och tog emot hans invändningar mot fredsplanen. Müllern motsatte sig ekvivalentplanen, ansåg ett krig i norra Tyskland vara för riskabelt och såg Mecklenburg och Celle som otillräckliga ersättningar för Estland och Livland. Han föreslog istället en fred som återgav Finland och Baltikum, samt kompensation i Kurland, polska Livland och ryska Lappland – dock baserat på Görtz missvisande rapporter.
Efter misslyckandet att övertyga Müllern reste Görtz till Karl XII i Strömstad. Han betonade lojalitet mot fredsplanen, försvarade sig mot kritik och påminde om vikten av att få fältmarskalken Carl Gustaf Rehnskiöld utväxlad, eftersom denne kunde motbevisa rykten om rysk instabilitet. Görtz oroade sig också för sin ställning vid hovet och att motståndare kunde påverka kungen. Samtidigt hoppades tsaren och Ostermann på ett snabbt genombrott i fredssamtalen, men blev besvikna då Görtz inte återvände till Åland som väntat. Gyllenborg och Stambke försökte lugna Ostermann, och Stambke gav ett falskt påstående om att ett brittiskt sändebud var på väg till kungen.
Gyllenborg började distansera sig från Görtz och kontaktade Müllern och det hessiska partiet. Han bad Karl XII att bara låta honom underteckna en fredstraktat om Görtz gjort det först, men fick inget svar. Han sade också till Bruce att Sverige sannolikt inte skulle stödja Stanisław Leszczynski eller gå i krig mot Tyskland, vilket motsade Görtz tidigare uttalanden och irriterade Ostermann. Stambke skickades för att dämpa konflikten och skylla på hovintriger. Ostermann hotade att avbryta förhandlingarna om Gyllenborg fick förhandla på egen hand. Gyllenborg backade, men begärde order från kungen att få förhandla om Baltikums återlämnande. Detta förvånade Ostermann, som visste att tsaren avvisat detta, och Müllern började inse att Görtz rapporter inte speglade verkligheten.
Görtz försökte blockera Gyllenborgs initiativ, men Karl XII ogillade ändå Gyllenborgs agerande. Kungen ansåg den ryska fredsplanen orealistisk men ville hålla förhandlingarna vid liv. Ostermann informerades om att Gyllenborg bytt lojalitet, och Görtz utnyttjade detta för att undergräva hans trovärdighet. Tillsammans med Müllern utarbetade Görtz en promemoria om att återuppta kontakter med Storbritannien och kejsaren i Wien för ett nytt förbund mot Ryssland. Han spred samtidigt positiva rykten om fred till de la Marck, Stanisław Poniatowski och Vellingk, samtidigt som han fortsatt försäkrade ryssarna om sin lojalitet mot fredsplanen. Görtz skyllde sin utevaro från Åland på vädret och bad Ostermann resa till Grisslehamn – ett erbjudande denne avböjde. Görtz försökte vinna Ostermanns stöd efter freden med löften om pension och ministerpost, men avvisades. För att pressa Ryssland spred han rykten om en allians mellan Karl Fredrik och Storbritannien. Förhandlingarna förhalades ytterligare av Rehnskiölds utväxling, men när denne slutligen anlände till Stockholm och hade ett sammanträde med Görtz i oktober, kunde Görtz senare återvända till kongressen.

### Tredje sejouren i november 1718
Den 6/17 november 1718 återvände Görtz till Åland för att återuppta fredsförhandlingarna med Ryssland. Europas ledare trodde att det långa uppehållet innebar ett misslyckande, men förhandlingarna återupptogs oväntat. Under hösten hade Europas politiska landskap förändrats, och ett förbund mellan Sachsen, Hannover och kejsaren i Wien hotade både Ryssland och Sverige. Ryssarna var osäkra på Görtz avsikter och misstänkte att han endast försökte vinna tid. Görtz försäkrade Ostermann att han ville sluta en överenskommelse, men han avfärdade tsarens fredsplan från september och föreslog en allians riktad mot Danmark. Ostermann vägrade och krävde besked om Sverige var redo att avsluta förhandlingarna. Görtz pekade på det svenska motståndet mot en rysk allians och försökte få britterna på sin sida genom Ernst von Fabrice i London. Intriger och rykten om ett äktenskap mellan Karl Fredrik och en brittisk prinsessa användes som påtryckningsmedel.
Frankrike och Spanien, särskilt kardinal Giulio Alberoni, såg en svensk-rysk fred som en möjlighet att balansera maktförhållandena i Europa. Tidigare under oktober lät Görtz skicka sekreteraren Otto Vilhelm Klinckowström till Spanien för direkta överläggningar med Alberoni och jakobitledaren James Butler. Alberoni erbjöd ekonomiskt stöd till Karl XII, men kungens senare död satte stopp för dessa planer. Trots meningsskiljaktigheter nådde Görtz och Ostermann en kompromiss: de svenska trupperna skulle transporteras via Danzig med ryskt skydd, men Ryssland vägrade gå i krig mot Danmark. Tsaren hade dock inte godkänt denna plan. Den 12/23 november lämnade Görtz Åland för sista gången, och gav sitt hedersord att han skulle återvända inom fyra veckor. Han reste till Karl XII:s härläger vid Fredrikshald, då kungen försökte inta den norska fästningen Fredriksten. Under resan till Stockholm konfiskerade han nio finska fartyg utan tullattester och rapporterade detta till kungen.
Trots hans insatser var utsikterna till fred lika avlägsna som tidigare. Den politiska situationen i Europa hade förändrats, och samtal om ett äktenskap mellan Karl Fredrik och en rysk prinsessa fördes. Görtz ansåg att hertigen borde gifta sig med en luthersk prinsessa men var villig att kompromissa om Ryssland gjorde eftergifter. Görtz hade under 1718 hållit det diplomatiska spelet igång medan Sverige rustade sin armé och Karl XII planerade sin offensiv. Kungen och Görtz arbetade för att bevara Sveriges territorium genom separatfreder och diplomati. Fienderna, som ville dela Sverige, var splittrade och misstrodde varandra.
De utdragna förhandlingarna fungerade som en strategi för att vinna tid för militär upprustning. Görtz finanspolitik möjliggjorde detta, men hans position var farlig. Som utlänning och kungens förtrogne väckte han hat hos ämbetsmän och det hessiska partiet, som förespråkade arvprins Fredrik som tronföljare istället för Karl Fredrik av Holstein-Gottorp. Görtz insåg att hans framtid var osäker om Karl XII dog. Han skrev till von Kochen om det fientliga klimatet i Kammarkollegium, som motsatte sig hans ekonomiska politik. Hans metoder, som upplevdes hårda, gjorde honom impopulär bland folket. Hans kontakter med jakobiterna försämrade relationerna med Georg I, och hans förhandlingar med Ryssland oroade Europas ledare.

## Görtz fall (1718)

### Kungens död och Görtz arrestering

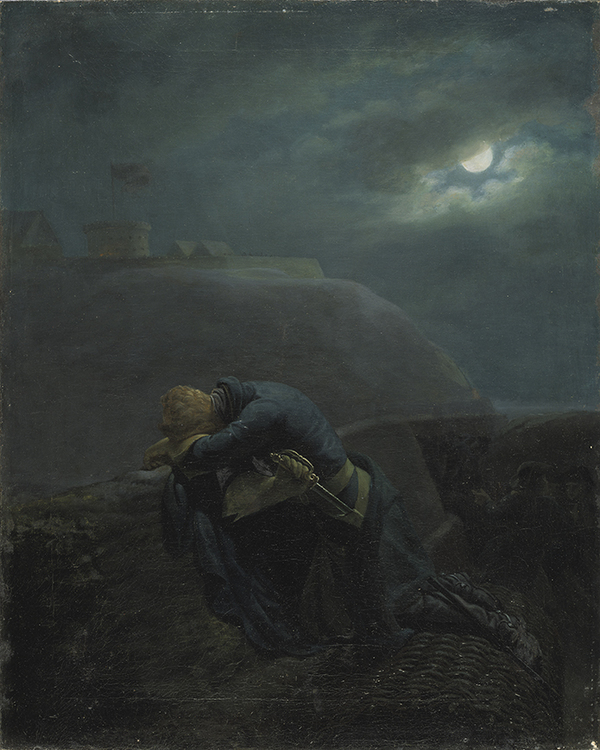
Karl XII:s död av Anders Lundquist.

Karl XII vistades i Strömstad från juni till oktober 1718 för att planera sitt andra fälttåg mot Norge. I slutet av oktober inleddes anfallet, och i november nådde svenska trupper Fredrikstens fästning. Planen var att sätta in 40 000 soldater mot södra Norge. Kungen tänkte överlåta befälet till general Carl Gustaf Dücker och själv rycka över Glomma för att skära av norska förbindelser med Kristiania. Men när bud nådde honom att Görtz var på väg och att förhandlingarna gått väl, ändrade han planerna och uppmanade Görtz att skynda. Den 30 november 1718 träffades Karl XII av en kula i tinningen medan han inspekterade löpgravarna och dog omedelbart.
Officiellt kom skottet från norskt håll, men mordteorier uppstod snabbt. Vissa menade att skottet kom från svenska sidan, kanske från någon med motiv att eliminera kungen. Holsteinarna, inklusive Görtz, hade inget att vinna – tvärtom. Arvprins Fredrik av Hessen, däremot, agerade snabbt. Han befann sig på Torpums herrgård och sände redan samma natt sin adjutant André Sicre till Stockholm med bud om kungens död och order om att arrestera Görtz och andra holsteinarna. Sicres närhet till platsen och senare uttalanden i ett feberanfall där han erkände dådet (men sedan förnekade) väckte misstankar. Fredrik använde situationen för att stärka sin makt och beordrade att Görtz egendom skulle delas mellan de nya makthavarna.
Görtz hade lämnat Åland men anlände bara till Uddevalla den 30 november. Utmattad, men medveten om kungens uppmaning, planerade han att resa vidare. Men Fredrik hade redan sänt officerarna Nils Christer von Baumgarten och Svante Wilhelm Björnsköld för att gripa honom. Den 2 december mötte de Görtz i Tanums prästgård i nuvarande Tanumshede. De avstod från att arrestera honom direkt, troligen på grund av att hans tjänare var i hans närhet. På kvällen bjöd Görtz dem till prästgården där han övernattade. Vid nattetid lät Björnsköld och Baumbarten låsa in hans tjänare i angränsade hus, varefter svenska soldater omringade prästgården och officerarna arresterade Görtz i kungens namn. Görtz försökte då bränna dokument, men de räddades och skulle senare användas mot honom i den framtida rättegången. Ovetande om Karl XII:s död skrev han ett brev till kungen där han bad om en rättvis rättegång, men brevet beslagtogs och hamnade hos Ulrika Eleonora.
Den 3 december fördes han till Strömstad, där han troligen informerades om kungens död. Samma dag skrev Fredrik triumferande till sin hustru: "Görtz är arresterad! Amen." Fredrik beordrade att han skulle isoleras och inte tillåtas kontakta någon, särskilt inte hertig Karl Fredrik. Den 14 december anlände Görtz, eskorterad av 300 soldater, till Örebro slott men fördes vidare till Stockholm. En ilsken folkmassa samlades vid Norrtull och försökte slita honom ur vagnen. De båda officerare som eskorterade Görtz lyckades dock rädda honom. Väl där överlämnades han till överståthållaren Gustaf Adam Taube och spärrades in i Södra stadshuset vid Södermalmstorg, dagens Stockholms stadsmuseum. När vagnen kom fram till stadshuset trängde sig folkmassor återigen fram och spottade på honom. Hans egendom beslagtogs, han nekades kontakt med sin kock och isolerades. Hans dagar som en av Sveriges mäktigaste män var därmed över, och han var nu en fånge, helt utlämnad åt sina fienders godtycke.

### Åtgärder mot övriga holsteinare
Den 5 december 1718 anlände André Sicre till Stockholm efter en snabb ritt från Fredrikshald för att meddela Ulrika Eleonora om Karl XII:s död. Arvprins Fredrik av Hessen hade skickat honom med order att underrätta riksrådet och samtidigt beordra arresteringen av Görtz och hela Upphandlingsdeputationen. Snabbheten i agerandet var avgörande – holsteinarna skulle inte få tid att organisera motstånd. Överståthållaren Gustaf Adam Taube verkställde ordern omedelbart. Samma kväll arresterades ledande holsteinare som Dernath, Hagen och Georg Henning Ecklef, samt flera svenskar kopplade till deputationen. För att förhindra flykt eller uppror förstärktes stadens tullar och hamnbevakning. Huvudstaden var nu helt under kontroll. På Åland firade Gyllenborg och de ryska förhandlarna helige Andreas helgondag ovetande om händelserna i Sverige. När nyheten nådde dem sökte Gyllenborg och Stambke skydd hos ryssarna.
Gyllenborg, en skicklig opportunist, distanserade sig snabbt från Görtz. Trots att beslagtagna dokument visade hur han underkastat sig Görtz, lyckades han undgå repressalier tack vare sina kontakter bland Görtz motståndare. Han återvände till Sverige och utsågs 1719 till hovkansler. Vid riksdagen 1720 inledde han sin politiska karriär. Efter att Görtz dömts till döden ansökte Gyllenborg om att få använda dennes silverbestick. Riksrådet debatterade ärendet i februari 1719 och diskuterade om besticken tillhörde kronan eller Görtz arvingar. Slutligen beslöt man att vapenskölden kunde slipas bort men inte ersättas med någon annan förrän Görtz ekonomi utretts.
Stambke lyckades fly till Sankt Petersburg med hjälp av ryssarna och undvek arrest. I Strömstad försökte det holsteinska justitierådet Paulsen bistå hertig Karl Fredrik genom att skicka kurirer med instruktioner till Stockholm. En kurir tillfångatogs, och Paulsen greps. Han bar på 100 000 daler silvermynt avsedda för det norska fälttåget. Fredrik beslagtog summan och använde den för att muta höga officerare och säkra deras lojalitet. Hertig Karl Fredrik sändes till Stockholm, berövad sitt militära inflytande och isolerad från sina anhängare. På bara några dagar hade arvprins Fredrik säkrat kontrollen över hela det svenska politiska maskineriet. Han agerade snabbt och effektivt, eliminerade oppositionen och befäste sin ställning som Sveriges obestridde ledare. Trots att han snart skulle krönas till kung, skulle han aldrig få samma absoluta makt som Karl XII hade haft.

### Politiken efter Görtz fall

Kungaparet Fredrik I och Ulrika Eleonora (1733) av Georg Engelhard Schröder.

Karl XII:s död 1718 markerade slutet på Sveriges stormaktstid. Under Ålandsförhandlingarna ersattes Görtz av Johan Paulinus Lillienstedt, men samtalen misslyckades och avslutades i september 1719. Sverige slöt fred med Hannover i november 1719, vilket innebar att Bremen-Verden överläts dit. I januari 1720 slöts fred med Preussen, där Sverige förlorade Stettin och andra områden. I juli samma år slöt Sverige fred med Danmark. Inga territorier förlorades, men Sverige miste tullfriheten i Öresund och alliansen med Holstein-Gottorp bröts. Den definitiva freden slöts i augusti 1721 med Ryssland i Nystad. Sverige återfick större delen av Finland men förlorade Viborgs län, delar av Karelen och de baltiska provinserna. Hertig Karl Fredrik, tidigare tronföljarkandidat, förlorade inflytande och gifte sig istället med ryska prinsessan Anna Petrovna. Deras son blev senare tsar Peter III, som störtades av sin hustru Katarina. Görtz försök att spela ut Ryssland och Hannover mot varandra misslyckades. Sverige hoppades på brittiskt stöd genom fred med Georg I, men blev isolerat och förlorade stora delar av sitt europeiska välde.
Karl XII:s död ledde till ett politiskt skifte där det karolinska enväldet avskaffades. Ulrika Eleonora erkändes som drottning 1719, men endast efter att ha accepterat att väljas av ständerna och med kraftigt begränsad makt. En ny regeringsform infördes i februari samma år, vilket markerade början på frihetstiden. Arvid Horn fick en ledande roll men avgick tillfälligt efter konflikter med drottningen. Ulrika Eleonora och hennes make Fredrik försökte stärka kungamakten utan framgång. Horn återkom som kanslipresident vid riksdagen 1720 och stödde Fredriks kandidatur till kung. Ulrika Eleonora abdikerade, och Fredrik I valdes till kung i maj 1720, men tvingades acceptera ytterligare maktinskränkningar. Den nya regeringsformen inledde frihetstiden, då makten försköts till riksdagen och adeln fick ökat inflytande. Arvid Horn dominerade politiken i början, medan Carl Gyllenborg fick vänta till 1730-talet innan han blev ledare för det framtida hattpartiet.

## Processen mot Görtz (1719)

### Kommissionens tillsättande och smädelsedikter

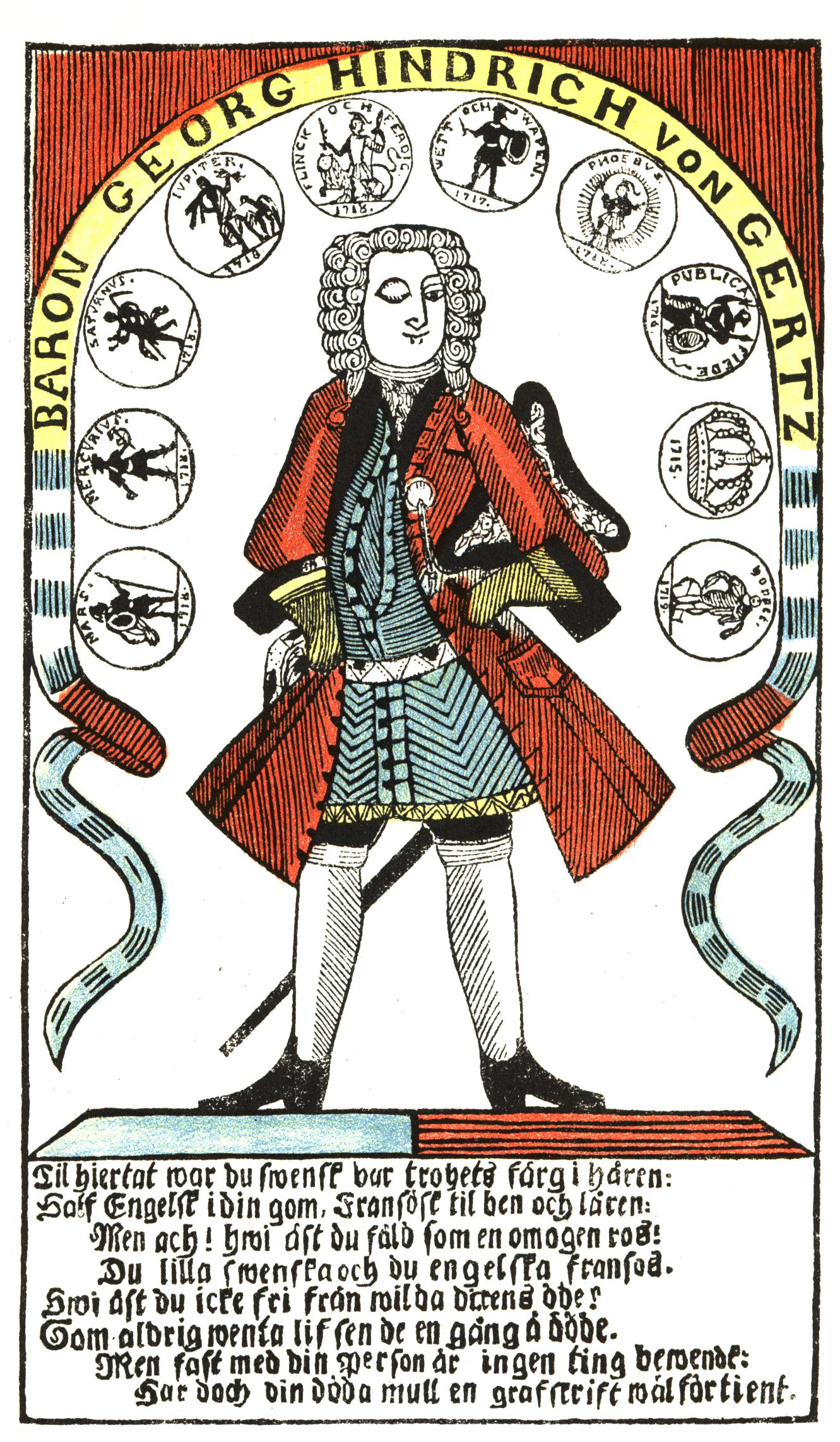
Samtida smädande flygblad som avbildar en enögd Görtz omgiven av sina nödmynt.

Efter Görtz gripande i december 1718 rådde osäkerhet i riksrådet kring hur man skulle agera. Först föreslogs rättegång i Svea hovrätt, men under inflytande av Arvid Horn och Nikodemus Tessin beslutades att en särskild kommission skulle döma honom snabbt. Dessa inledde processen den 7 januari 1719. Beslutet påverkades av den instabila politiska situationen efter Karl XII:s död den 5 december. Riksrådet, som under enväldet varit maktlöst, försökte nu skapa en ny ordning. Ulrika Eleonora ville snabbt bli erkänd som drottning för att förhindra holsteinska tronanspråk. Horn och Tessin blev nyckelpersoner i att återinföra aristokratiskt inflytande. Görtz sågs som symbol för enväldet och ett hot mot den nya maktbalansen.
Till en början fanns tvekan om rättegångens form, men rädslan för ett frikännande gjorde att Tessin och Horn förespråkade en kommission. Drottningen, trots sin officiella sorg, stödde beslutet då hon personligen hatade Görtz. Dessutom befarades att Ryssland skulle ingripa till hans fördel. En snabb avrättning skulle hindra detta.
Horn såg en chans att vinna drottningens gunst genom att driva på processen, men hans plan misslyckades, och han avsattes senare som kanslipresident. Tessin, tidigare allierad med Görtz, drevs av en opportunistisk vilja att radera sitt förflutna och visa lojalitet med den nya regimen. Hans plötsliga hat mot Görtz kan ses som en strategi för att säkra sin framtida position. Den särskilda kommissionen, ledd av lantmarskalken Pehr Ribbing, var politiskt sammansatt av Görtz motståndare, vilka var motståndare till enväldet. Ledamöter blev översten Sten Arfvidsson Sture, kyrkoherde Magnus Aurivillius, kanslirådet Johan Brauner, assessorn i Kammarkollegiet Erland Caméen, bergsrådet Johan Cederstedt, generalmajoren Carl Cronstedt, kammarrådet Peter von Danckwardt, lagmannen Carl Gustaf Gyllencreutz, justitieborgmästaren i Stockholm Anders Hylthén, rådmannen Johan Leyel, domprosten i Uppsala Laurentius Molin, assessorn Edward Plaan, lagmannen Conrad Ribbing och ombudsmannen Gabriel Stierncrona. Många av dem var högaristokrater och ville återupprätta rådsstyre. De hade ingen juridisk utbildning och var jäviga, men deras uppgift var tydlig: att snabbt döma och avrätta Görtz som en symbol för det störtade enväldet.
Åklagare blev Thomas Fehman, tidigare Görtz allierade, men som nu sökte den nya maktens gunst. Han belönades senare med posten som justitiekansler. Åtalet följde Tessins riktlinjer och fokuserade på fyra punkter: att Görtz varit fientlig mot Sverige, förtalat ämbetsmän, påverkat kungens ekonomiska politik negativt och förhindrat fred. Bevisningen var ensidig och syftade till att skuldbelägga honom för landets olyckor.
Samtidigt florerade propaganda i Sverige och utomlands, där Görtz och hans holsteinska kontakter utmålades som rikets fiender. Kritiken mot Karl XII tystades och Görtz fick bära skulden för enväldets fall. Hatet var starkt – nidvisor och satir spreds, och hans säkerhet behövde skyddas. En populär nidvisa, Respass för Baron Görtz, beskrev hans och hans allierades öde redan innan kommissionen bildats. Främlingsfientliga stämningar förstärktes i opinionen, där det betonades att endast svenska män skulle styra landet.
Många av Görtz tidigare allierade svek honom. Nikodemus Tessin tog avstånd för att stärka sin egen ställning. Andra, som Vellingk och Feif, skyllde på honom för landets tillstånd. Ett rykte spreds om att han var ateist – en farlig anklagelse i den religiösa samtiden. Även om bevisen var svaga, spädde det på opinionens vrede mot honom.

### Rättegången

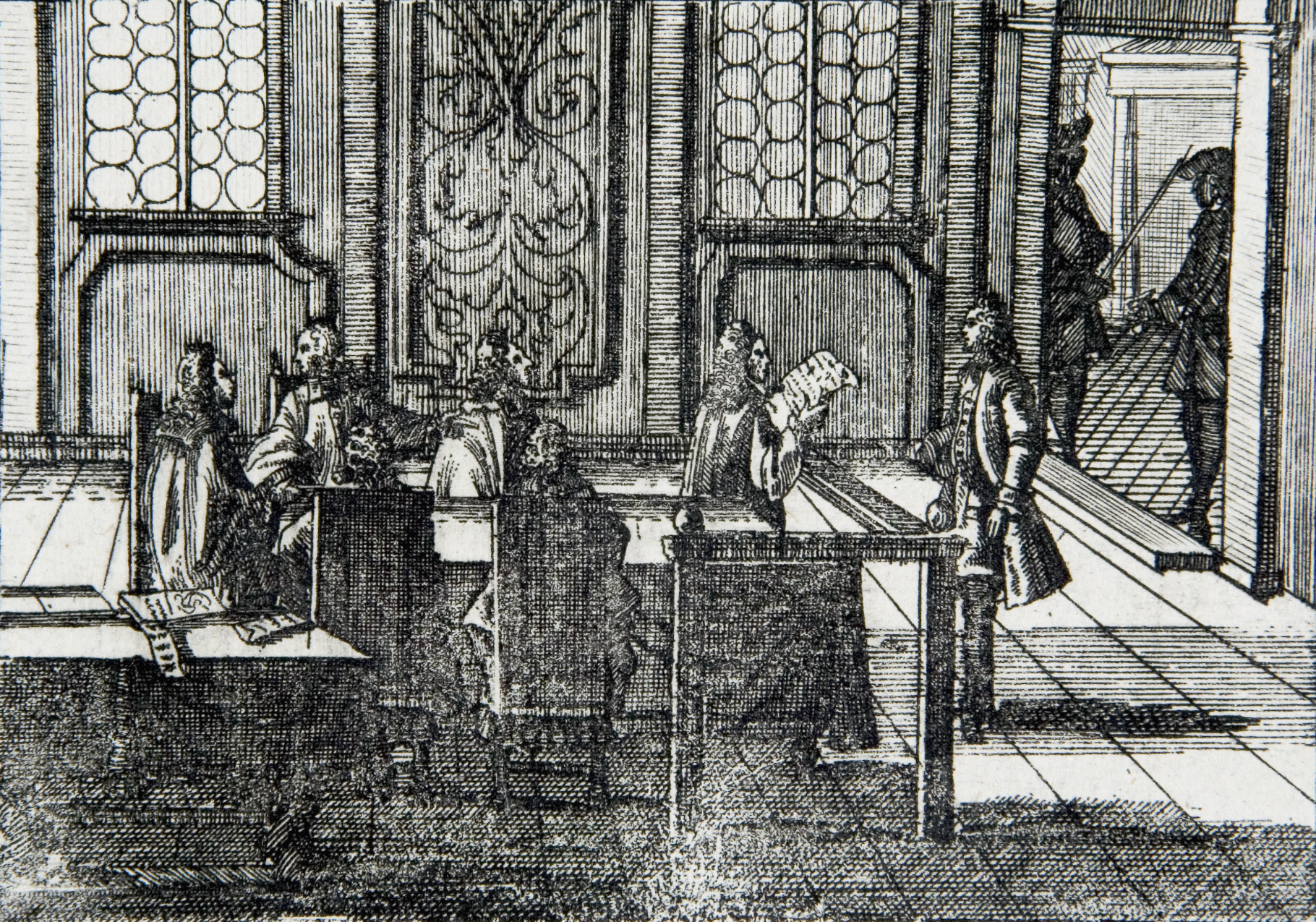
Samtida kopparstick föreställande rättegången mot Görtz under februari 1719.

Den 7 januari 1719 inledde kommissionen arbetet med att döma Görtz. På grund av politisk brådska hölls möten nästan dagligen, ofta i Kanslikollegiet, medan själva förhören hölls i Görtz cell i Södra stadshuset. Redan från start var processen rättsligt bristfällig. Görtz fick inte närvara vid hela förhandlingen, nekades juridiskt biträde och tilläts inte försvara sig skriftligt. En tolk bistod honom språkligt, men hans möjlighet att försvara sig var starkt begränsad. Åklagaren Fehman försökte först bevisa att Görtz förskingrat statliga medel, men fick inget stöd i vittnesmålen. Han lade därefter fram en rad lösa anklagelser som ändå togs för sanning. Görtz påpekade att han aldrig varit svensk medborgare och endast kunde dömas av Karl XII, som godkänt hans räkenskaper. Men kungen var död, och löftet om ansvarsfrihet ignorerades av kommissionen.
En vändpunkt kom när Görtz avskedades av hertig Karl Fredrik. Åklagarsidan utnyttjade detta för att hävda att Görtz saknade skydd och kunde dömas av svensk domstol. Fehman försökte även visa att Görtz redan innan sin tjänst hos Karl XII varit fientlig mot Sverige, bland annat genom att kalla hans fiende Bassewitz som vittne. Gamla dokument från 1714 visade att Görtz, som holsteinsk minister, diskuterat alliansplaner med både Sverige och Ryssland. Det påstods att han varit beredd att avträda svenska områden till Ryssland om Holstein-Gottorp fått den svenska kronan. Görtz hävdade att detta varit del av hans diplomatiska roll före svensk tjänst, och att han sedan dess arbetat för Sveriges bästa: att återvinna territorier och nå en gynnsam fred. Han förnekade att han tagit pengar för egen del och menade att nödmynten skulle lösas in efter kriget. Han såg sig som lojal rådgivare och diplomat, som försökt rädda Sveriges ekonomi.
Fehman anklagade också Görtz för att ha skapat splittring genom kritik av svenska ämbetsmän. Brev visades upp där han talat illa om både ämbetsverk och allmänhet. Görtz försvarade sig med att hans kritik handlade om ineffektivitet i statsapparaten och var ett försök att förbättra krigsansträngningarna. Han hade också infört livsmedelsregleringar, öppnat statliga bagerier och kontrollerat brännvinsbränning, vilket i åtalet kallades sabotage. Görtz menade att dessa åtgärder var nödvändiga under krigstid för att förhindra svält.
Ytterligare ett inslag i åtalet var brev mellan Görtz och Gerhard von Dernath, där Görtz uttryckt kritik mot sin egen politik. Görtz förklarade att breven var avsedda att påverka Karl XII indirekt och var så kallade fiktiva brev, vanliga inom diplomatin. Dernath förnekade dock detta, vilket försvagade Görtz försvar. Under förhören försämrades Görtz hälsa. Han drabbades av feber, men han misstänktes av kommissionen att han simulerade sin sjukdom. Läkare intygade dock att han verkligen var sjuk. Han fick begränsad tillgång till åtalsmaterial och endast tre halva dagar att läsa handlingarna under bevakning. Han protesterade mot att han inte fick lämna ett skriftligt försvar.
Görtz anmälde flera ledamöter för jäv eftersom han tidigare kritiserat dem, men han fick inget gehör. Kommissionen hade redan bestämt sig. Trots att inget kunde bevisas om förskingring, ville man döma honom för illojalitet och maktmissbruk. Den 4 februari gick kommissionen till ständerna för att få godkännande att döma honom utan att vänta på räkenskapsgranskningen.  Alla tre stånden (adeln, prästerna och borgarna) godkände detta, och riksrådet visade att dödsdomen redan var beslutad. Till och med drottningen uttryckte att processen borde avslutas snabbt. Någon rättslig prövning av räkenskaperna prioriterades inte. Det spekulerades till och med om hur Görtz tillhörigheter skulle fördelas efter hans avrättning.

### Dösdom och avrättning

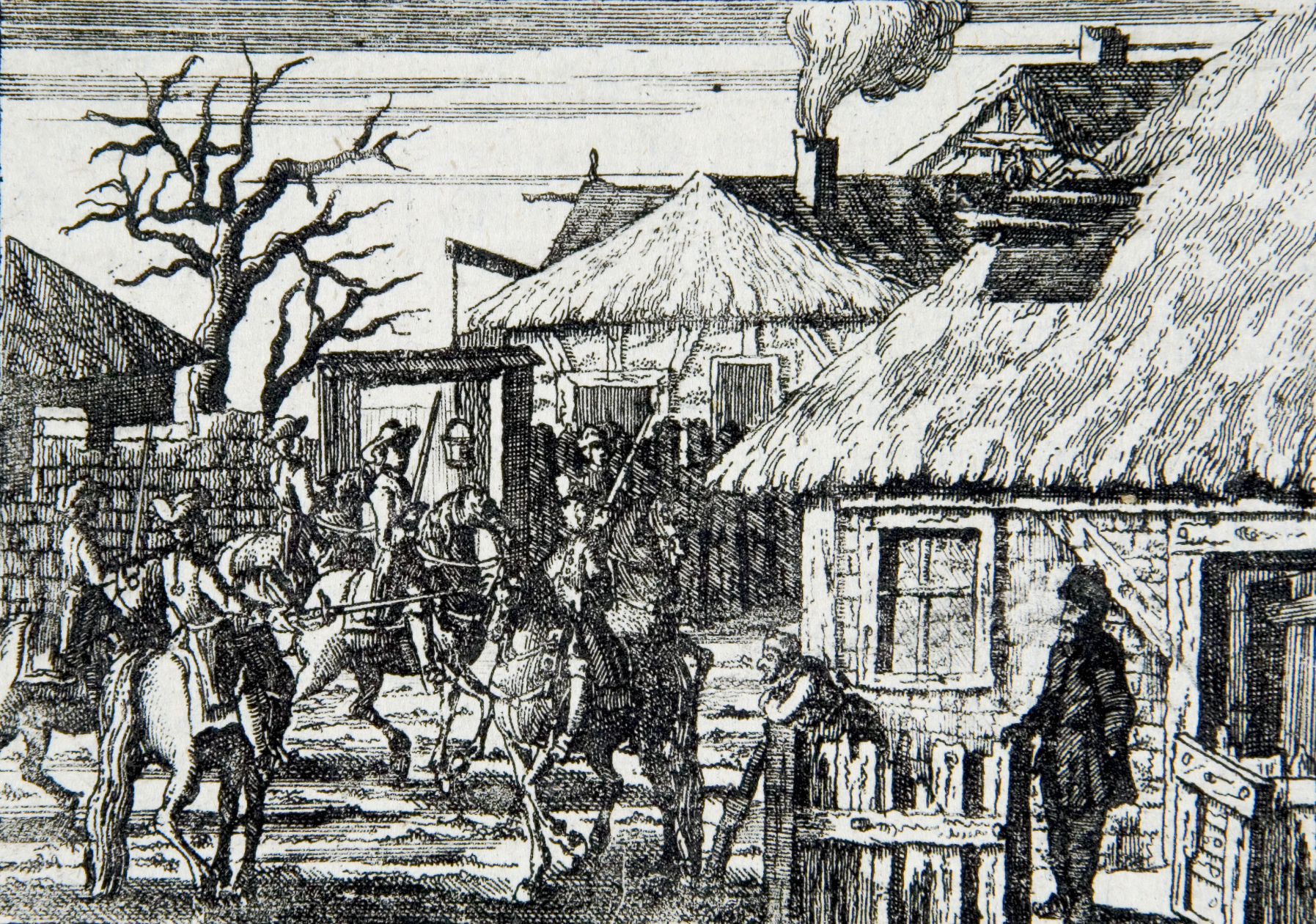
Samtida kopparstick som föreställer när Görtz blir eskorterad till avrättningsplatsen den 19 februari 1719.

Dödsdomen mot Görtz föll den 9 februari 1719 efter en rättegång där utgången i praktiken var förutbestämd. Bevisningen var bristfällig, och flera vittnen tilläts göra påståenden utan att behöva bevisa dem. Enligt åklagaren Fehman behövdes ingen egentlig bevisbörda. Trots enighet i kommissionen om domen varierade motiveringarna. Vissa föreslog grymmare avrättningsmetoder, medan andra ifrågasatte rättsprocessens brister och inte ville se någin fällande dom. Till slut beslöts att Görtz skulle halshuggas och begravas på galgbacken. När domen skulle läsas upp var Görtz för sjuk för att närvara och fick den uppläst i sin cell. Han bad inte om nåd, men fick tillstånd att skriva ett testamente. Där försvarade han sig och fördömde domen som grundlös. Han ansåg sig dömd för att han var utlänning och hatad. Testamentet skrevs med hjälp av generallöjtnant Konrad von Ranck den 14 februari, med tillägg den 18 februari.
Görtz skrev också till ständerna och begärde att få redovisa de pengar han hanterat för kronans räkning. Han bad att hans arvingar inte skulle hållas ansvariga och att kroppen skulle få föras hem till familjen. Präste- och borgarståndet avslog, och även adeln följde efter. Man menade att en mildring skulle tolkas som att domen varit för hård. Drottningen avslog också nåd och hänvisade till att hon fått kronan från ständerna och därför inte kunde fatta sådana beslut själv. Efter domen upplöstes kommissionen. En ny skulle granska Görtz ekonomiska förvaltning, men detta fullföljdes aldrig. Rättegångsprotokollen gömdes undan i Riksarkivet och förblev orörda i nästan ett sekel. Först på 1820-talet återupptäckte professor Pehr Gustaf Cederschjöld dem och publicerade dem.
En särskild kommission granskade senare Upphandlingsdeputationens räkenskaper. Deputationen upplöstes snabbt. Svenska ledamöter friades från ansvar och betraktades som Görtz medhjälpare. Dernath och Ecklef hölls kvar, men släpptes snart. Dernath, som försökt fly, dömdes att återbetala 82 000 daler till kronan – men det verkar aldrig ha skett. Han dog utfattig i Tyskland 1740.

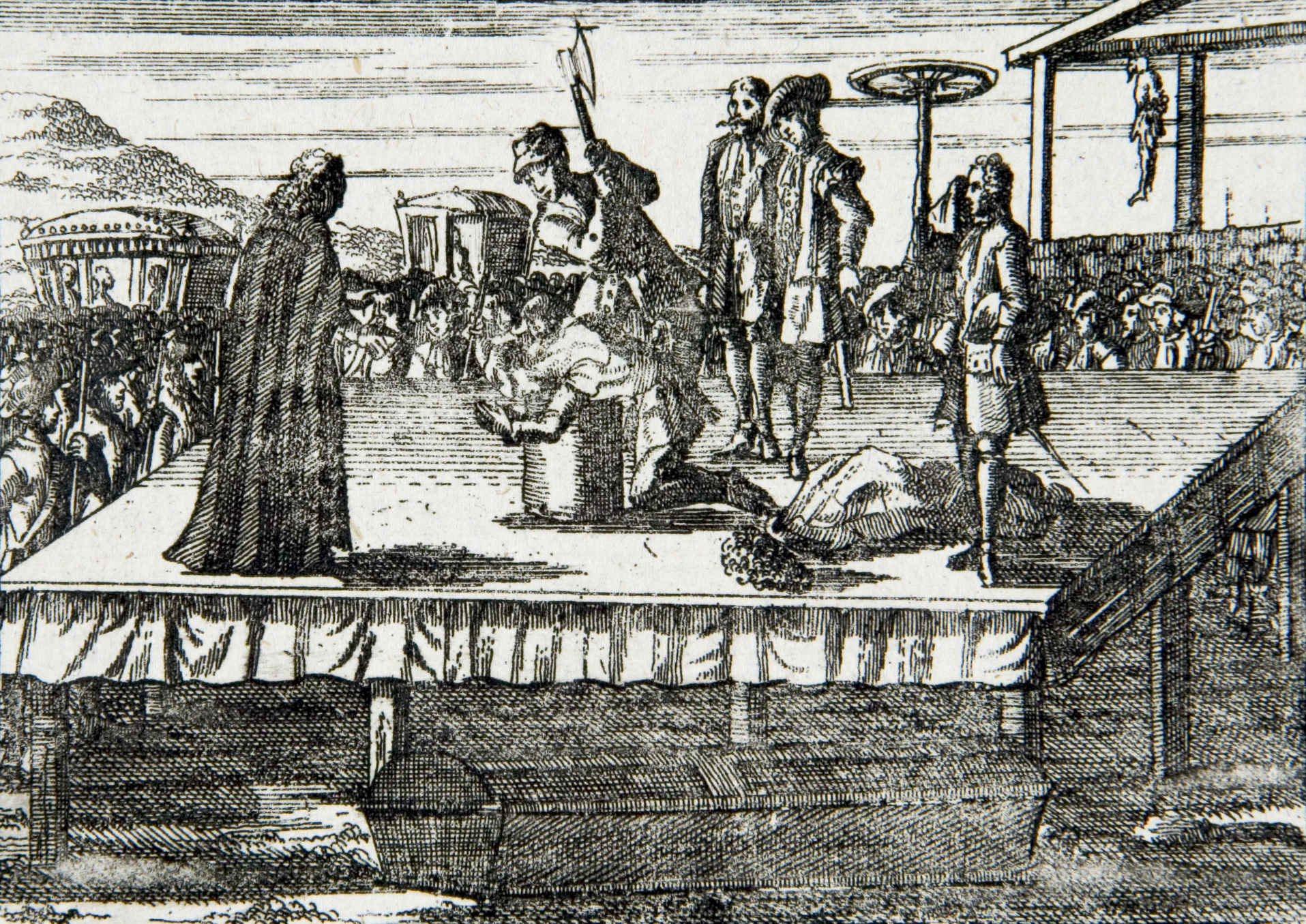
Samtida kopparstick som föreställer Görtz avrättning på galgbacken i Stockholm den 19 februari 1719.

Avrättningen ägde rum den 19 februari 1719 på galgbacken vid Skanstull i Stockholm. Samtida skildringar varierar beroende på om man såg honom som martyr eller förrädare. Hans själasörjare, Georg Johannes Conradi, beskrev hur Görtz mötte döden med lugn. Klädd i svart sammet eskorterades han av 200 livgardister genom en fientlig folkmassa. Vid avrättningsplatsen bad han tyst till Gud. Med ett enda hugg föll hans huvud, och kroppen begravdes i en grop enligt domen.
Hatet mot Görtz avtog inte efter hans död. Vid Karl XII:s begravning höll biskop Torsten Rudeen ett hårt tal mot honom, medan kungens minne hyllades. Samtidigt grävde Görtz tjänare upp kroppen och smugglade den till Hamburg, där benen möjligen sågades av för att passa i en koffert. Efter några år begravdes han i familjegraven i Schlitz, Oberhessen. På gravstenen stod på latin: "Mors regis fides in regem mors mea" ("Konungens död och min trohet mot konungen blev min död").
Efter hans död granskades hans ekonomiska förvaltning. Vid en rättegång 1723 hävdades att hans dödsbo var skyldigt staten 1,5 miljoner daler silvermynt, men hans arvingar bestred detta. Görtz hade använt sin privata förmögenhet för att stödja staten. Först i slutet av frihetstiden reglerades skulden, och de flesta krav avvisades. Hänsyn togs troligen till Holstein-Gottorps dynasti och ryska intressen. En större summa utbetalades till dödsboet, men arvingarna hade redan sålt sina anspråk till ett bolag.

## Diplomatin och Görtz
Vid tiden för westfaliska freden 1648 fick den sekulära diplomatin sitt genombrott. Krig var fortfarande vanliga, men diplomatiska förhandlingar började spela en allt större roll. Frankrike ledde denna utveckling, där diplomati blev ett medel att säkra intressen, undvika konflikter och skapa allianser. Att sända representanter till andra hov blev praxis, och diplomatyrket växte fram. Diplomater behövde vara språkkunniga, diplomatiskt skickliga och lojala mot sina uppdragsgivare – men behövde inte vara inhemska. Exempelvis var båda diplomaterna Görtz och Ostermann tyskar. Utöver den öppna diplomatin växte en mer hemlig och informell form fram, särskilt under 1700-talet. Denna "kabinettspolitik" riktade sig direkt till fursten eller mäktiga rådgivare och gjorde det möjligt att föra diskreta samtal utan officiell inblandning. Sådan "tyst diplomati" lever kvar än idag.
Inför det stora nordiska kriget hade Sverige fasta beskickningar i bland annat Paris, Haag, London och Moskva. Kommunikationen gick genom Kanslikollegiet i Stockholm. Men Sveriges motståndare lyckades bättre med hemlig diplomati, vilket bidrog till bildandet av den nordiska alliansen mot Sverige. När Karl XII befann sig i fält decentraliserades utrikespolitiken. Kungen förbjöd ministrarna att kontakta honom, vilket försvagade Stockholm och stärkte informella nätverk. Efter hans återkomst från Turkiet förväntades Kanslikollegiet återfå inflytande, men istället blev Görtz kungens främste representant i utrikespolitiken. Han byggde upp ett diplomatiskt nätverk i hela Europa och använde både officiella och hemliga sändebud, inklusive svenskar som Müllern, von Kochen och Vellingk. Görtz och Müllern kom dock i konflikt om Sveriges politiska vägval.
Även arvprins Fredrik av Hessen bedrev hemlig diplomati, utan Karl XII:s vetskap och med begränsad framgång. En vanlig metod var fiktiva brev och skenförhandlingar avsedda att vilseleda tredje parter. Propaganda genom trycksaker användes också flitigt. Görtz behärskade dessa metoder och lyfte Sverige till en stormaktsposition i det diplomatiska spelet. Görtz var en exceptionell diplomat. Hans skarpa intellekt, retoriska skicklighet och stora kontaktnät gjorde honom till en skicklig manipulatör. Han kunde övertala, fördröja beslut och spela ut fiender mot varandra. Hans charm och storslagna gästfrihet användes för att imponera på motståndarna, samtidigt som hans omfattande kontaktnät gjorde honom till en farlig motståndare. Tsar Peter varnade sina rådgivare för att låta sig duperas av Görtz efter sitt möte med honom i Holland. Det sades även om Görtz att "han åstadkom tjugo gånger så mycket som Talleyrand eller Metternich med en tjugondel av deras resurser".

## Eftermäle

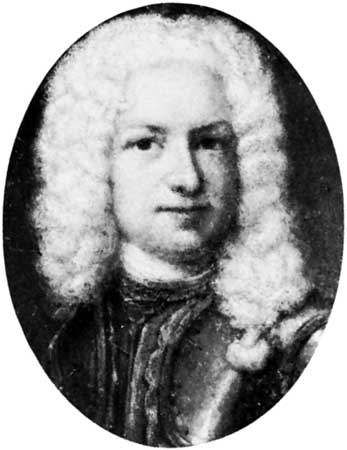
Georg Heinrich von Görtz av en okänd konstnär.

Efter Görtz död levde hatet och propagandan mot honom kvar, men det fanns också de som beklagade hans öde. Hans två döttrar, Georgine Henriette och Juliane Philippine, togs om hand av Georg I av Storbritannien-Hannover, som utsåg sig till deras förmyndare och gav dem tjänst som hovfröknar hos sin gemål Sofia Dorotea av Celle. Görtz farbror Friedrich Wilhelm von Görtz hade sannolikt påverkat beslutet. Gört' residens i Hamburg hyste efteråt den habsburgska beskickningen från Wien. Dödsbofrågorna drog ut på tiden och avgjordes först på 1770-talet. Statens fordringar avvisades, men inte sterbhusets krav. Ett belopp på 1 200 000 daler silvermynt utbetalades, men Görtz dotter och dotterdotter fick bara en liten del. Ett konsortium hade tidigare köpt deras anspråk och hävdade att Görtz egendomar i Tyskland ingick. Görtz dotter Georgine Henriette protesterade 1773 till Gustav III, som svarade snabbt och fördömde den "avskyvärda orättvisa" som drabbat Görtz vid 1719 års riksdag. Gustav III menade att Görtz blod ropade på hämnd och att Sveriges olycka under frihetstiden berodde på den himmelska vreden över hans avrättning. År 1776 överlämnade han 60 000 daler silvermynt till von Eyben, som han kallade en "avtvättning av rikets blodskuld."
Samtidigt skrev den tyske politikern Friedrich Karl von Moser en biografi där han helt rehabiliterade Görtz. Moser var gift med en släkting till Görtz, vilket färgade framställningen. Även Voltaire nämnde Görtz i sin bok om Karl XII från 1731. Han kritiserade kungens krigspolitik men beundrade hans karaktär, vilket även smittade av sig på Görtz. Voltaire beskrev honom som "djärv, resursrik och energisk", men också manipulativ. Daniel Defoe skrev 1719 en biografi som enbart berömde Görtz som en lojal rådgivare.
Under 1800-talet var svenska historiker mer kritiska. Anders Fryxell kallade honom en "samvetslös äventyrare", men erkände hans skicklighet. Fryxell ansåg att domen mot Görtz var rättvis i politisk mening, trots att rättegången var en skandal. Magnus Jacob Crusenstolpe var ännu hårdare och menade att Görtz borde ha "saklöst skjutits". Carl Gustaf Malmström såg domen som olaglig men rättvis eftersom Görtz kränkt svenskarnas frihet. En annan syn hade Hans Järta, som menade att Görtz fick bära skulden för Karl XII:s misstag, och att Sverige hade honom att tacka för att riket överlevde så länge. På 1860-talet försökte Bernhard von Beskow rehabilitera Görtz i sin biografi. Han beskrev honom som en "ridderlig kämpe" för kungens sak. Samma år restes Karl XII:s staty i Kungsträdgården, vilket väckte intresse för hans närmaste män.
Under 1900-talet blev synen på Görtz mer nyanserad. Kungens politik sågs som huvudorsaken till Sveriges fall, medan Görtz framställdes som den som verkställde order med stor skicklighet. Sven Grauers skrev återhållsamt om Görtz i Svenskt biografiskt lexikon och erkände att rättegången var en skandal, men beskrev honom som gåtfull och dubbelspelande. Han påpekade att Görtz inte stack ut i en tid präglad av diplomatiskt ränkspel. I staden Schlitz, där Görtz är begravd, finns en utställning om honom. Han kallas "Schwedengörtz", och beskrivs som Karl XII:s näst viktigaste man och en nyckelperson i finansieringen av kriget. Utställningen hävdar även att Karl XII mördades och att Görtz avrättning var en konsekvens av detta.
Bland moderna historiker har Robert Kinloch Massie och Ragnhild Marie Hatton analyserat Görtz. Hatton menade att Görtz aldrig helt övertygade kungen, men försökte påverka honom indirekt. Efter kungens död föll all skuld för den misslyckade politiken på Görtz. Gunnar E. Sandgren skrev en roman om honom 1984. Peter From och Bengt Liljegren har en mer balanserad syn, där båda betraktade Görtz som en skicklig diplomat. Ingvar Eriksson och Andreas Marklund framhåller hans manipulativa sida i relation till Stenbock, men påpekar att även Stenbock såg honom som ett hot.
Görtz har fått dela öde med kungliga rådgivare som Jöran Persson och Carl Piper, de som gått till historien som giriga och maktfullkomliga. Han har även jämförts med andra hatade svenska kungliga rådgivare och politiker såsom Johan Göransson Gyllenstierna, Gustaf Adolf Reuterholm, August von Hartmansdorff och Olof Palme. Den franske historikern Claude Nordmann jämförde Görtz karriär med den italienske statsmannen Giulio Alberoni. Nordmann konstaterade att både Alberoni och Görtz uppfattades som meteorer i sin samtid – snabbt uppstigande och snabbt fallande, inte alltid förstådda, men djärva och nyskapande. Deras reformvilja och utrikespolitiska visioner kunde ha förändrat Europas karta, men att motståndet och misslyckade allianser satte punkt för deras projekt.
Författaren Jan Berggren betraktade Görtz som en ovanligt driftig, språkligt begåvad och skicklig diplomat, vars karriär präglades av stark personlig ambition och realpolitisk klarsyn. Trots att han ofta framställts som en skurk i eftervärldens historieskrivning, visade Berggren att många av de åtgärder han genomförde, såsom obligationssystemet och hans diplomatiska utspel, hade rationella grunder i Sveriges akuta kris. Görtz var en effektiv administratör som drevs av både lojalitet mot Karl XII och viljan att återupprätta Holstein-Gottorp. Trots att Görtz inte låg bakom de impopulära nödmynten, fick han skulden för ekonomiska misslyckanden och hans utrikespolitiska manövrer väckte misstänksamhet och hat. Berggren ifrågasatte rättvisan i den rättegång som ledde till hans död, där avrättningen beskrevs snarare som en symbolisk uppgörelse med det envälde han representerade än en följd av faktiska brott. Berggren såg efteråt Görtz som en missförstådd men avgörande aktör, vars inflytande på Sverige var avgörande under stormaktstidens slutskede.